# Dąbrowa Chełmińska (gmina)

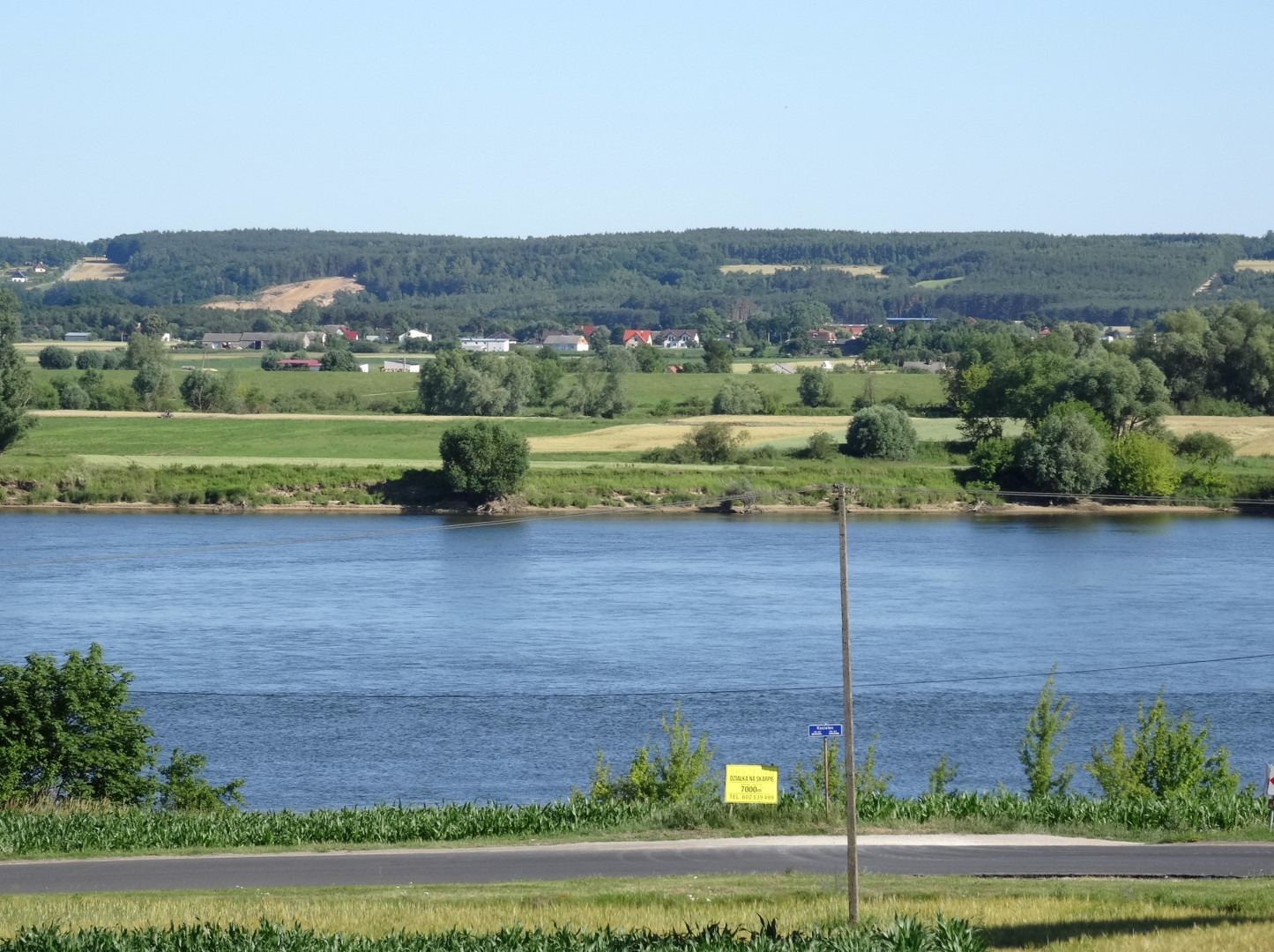
Widok wsi Czarże z przeciwległego brzegu Wisły

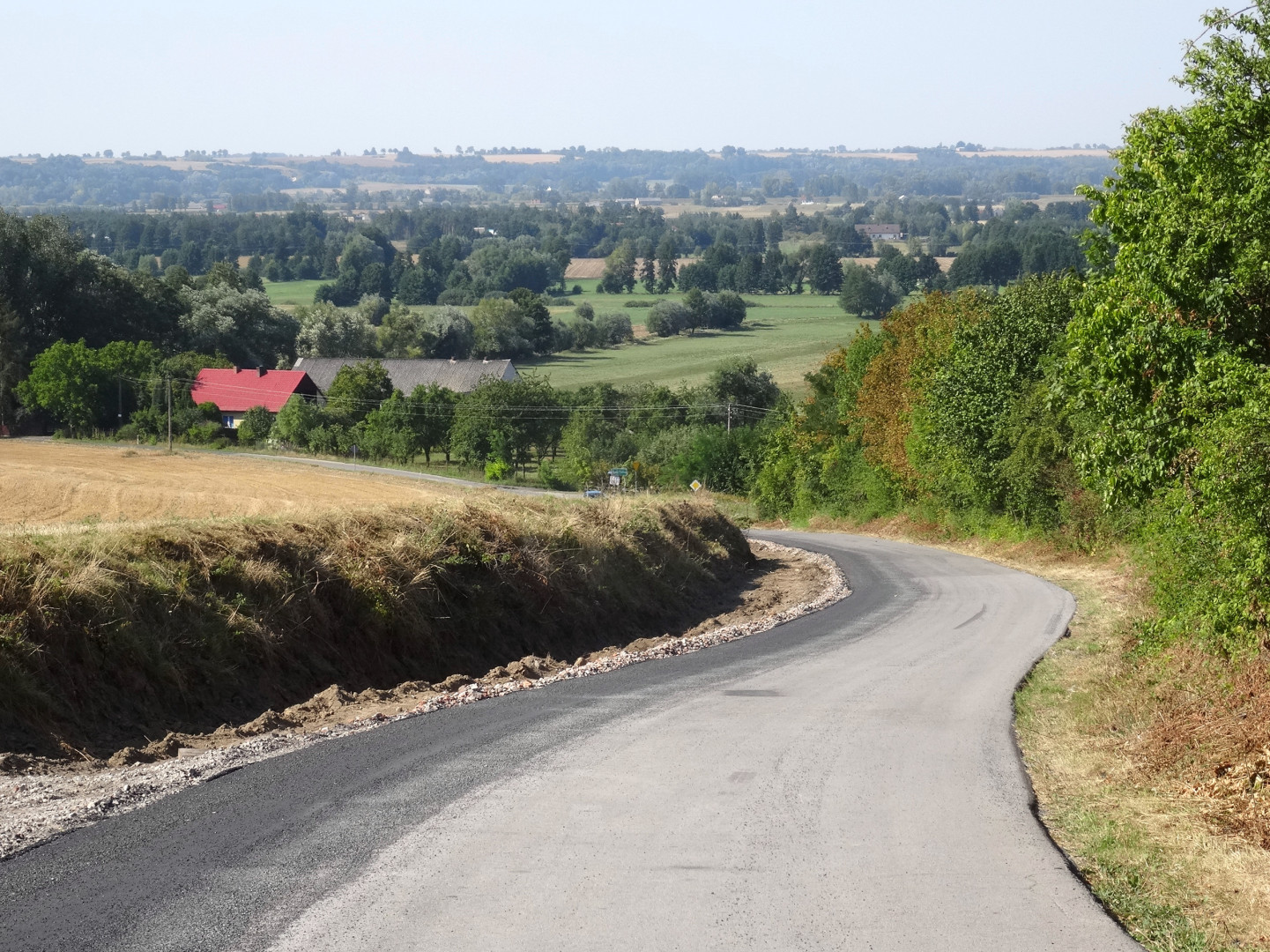
Widok na Dolinę Dolnej Wisły z drogi Gzin-Czarże

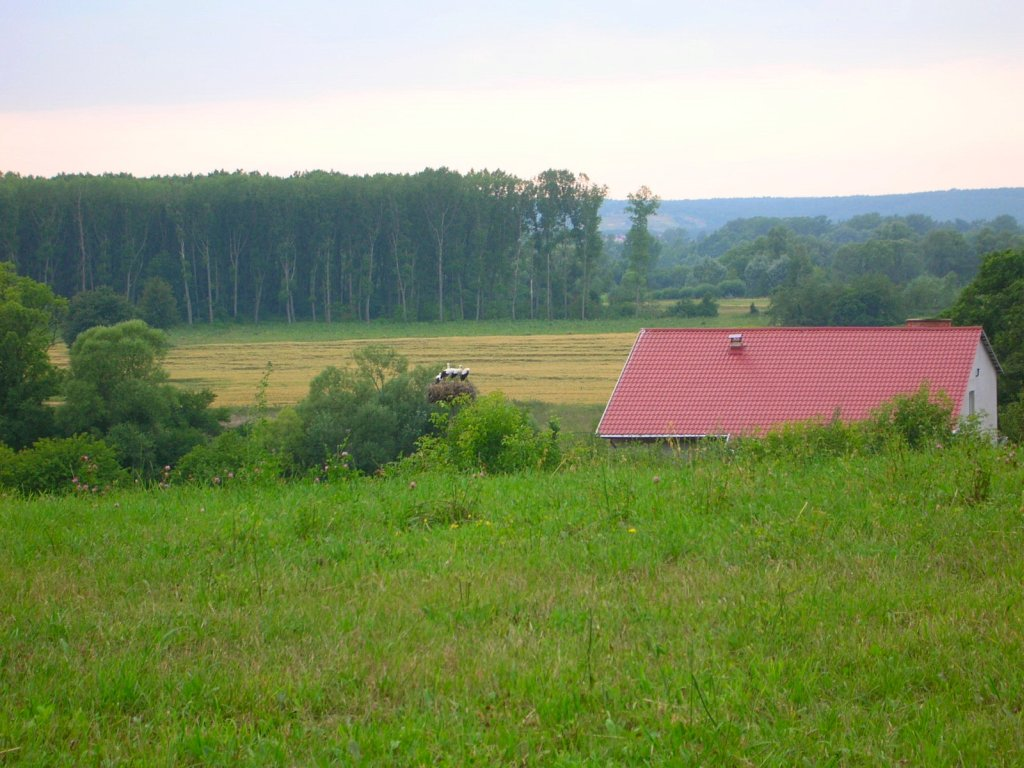
Dolina Wisły k. wsi Mozgowina

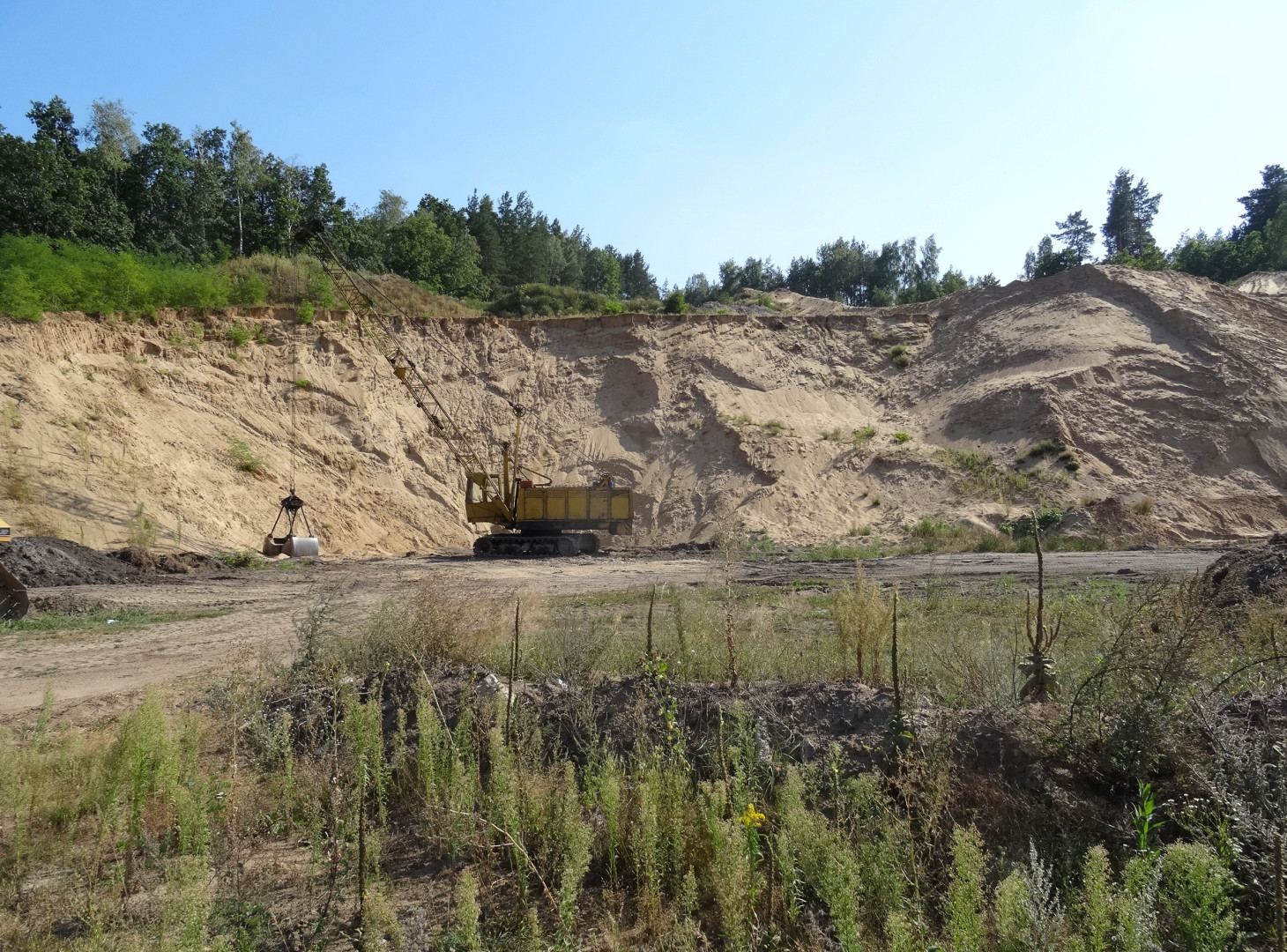
Wydobycie piasku w Gzinie Dolnym

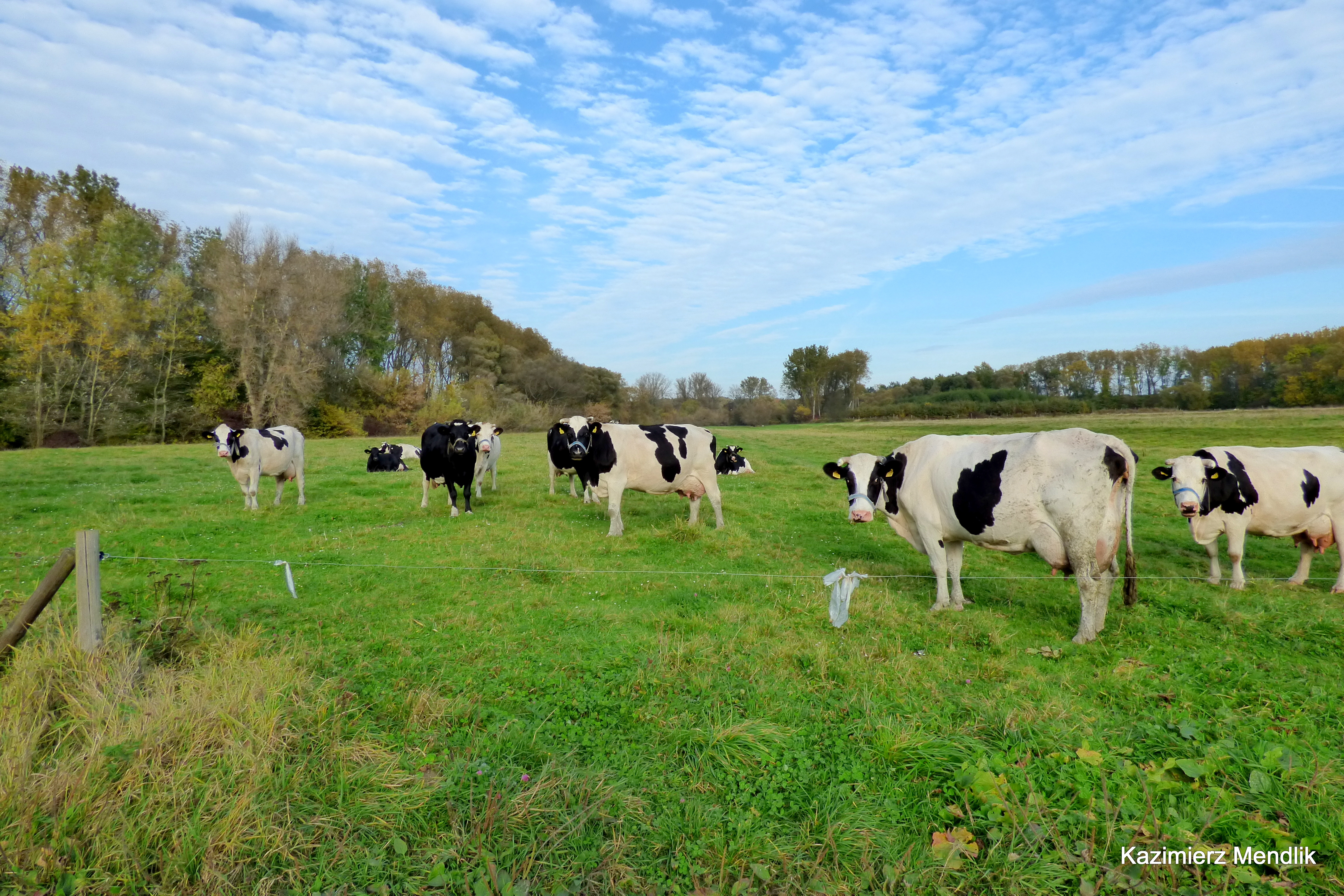
Łąki Małej Kępy

Dąbrowa Chełmińska – gmina wiejska w Polsce położona w województwie kujawsko-pomorskim, w powiecie bydgoskim. Siedzibą gminy jest Dąbrowa Chełmińska. W latach 1975–1998 gmina administracyjnie należała do województwa bydgoskiego.

## Położenie
Gmina Dąbrowa Chełmińska jest jedną z ośmiu gmin tworzących powiat bydgoski. Graniczy z gminami: Unisław, Zławieś Wielka oraz przez Wisłę z miastem Bydgoszczą i z gminą Dobrcz. Gmina stanowi 8,9% powierzchni powiatu.
Pod względem fizyczno-geograficznym gmina położona jest w trzech mezoregionach: część centralna na Pojezierzu Chełmińskim, południowa w Kotlinie Toruńskiej, a północno-zachodnia w Dolinie Fordońskiej.

## Charakterystyka

### Struktura powierzchni
Według danych z roku 2002 gmina Dąbrowa Chełmińska ma obszar 124,62 km², w tym:
- lasy (48%): 6 019,7 ha
- użytki rolne (42%): 5 184,6 ha, w tym grunty orne 3 887,6 ha
- tereny zurbanizowane (4,5%): 566,7 ha
- wody powierzchniowe (3,5%): 443,2 ha
- inne (2%): 287,8 ha

### Morfologia
Gmina charakteryzuje się rzeźbą młodoglacjalną ukształtowaną podczas fazy kujawskiej i krajeńsko-wąbrzeskiej zlodowacenia bałtyckiego. Pod względem morfologicznym wschodnią i północną część gminy zajmuje falista wysoczyzna morenowa o wysokości bezwzględnej 90–100 m n.p.m., a część wschodnią – dolina Wisły. Obie formy rozdziela zbocze doliny (w rejonie Ostromecka zwanym Zboczem Mariańskim) o wysokości względnej dochodzącej do 60 m, rozczłonkowane dolinkami i parowami denudacyjnymi o głębokościach do 50 m i długościach do 2 km.
W okolicy Czemlewa i Dąbrowy Chełmińskiej na wysoczyźnie morenowej występują kemy. Są to pagórki i drobne wały o wysokości 4–7 m, zbudowane z warstwowanych mułków, piasków i żwirów. Od okolic Gzina w kierunku na Linię i Rzęczkowo ciągnie się piaszczysta równina sandrowa, częściowo zwydmiona, porośnięta lasem. Szlak sandrowy częściowo rozcina też wysoczyznę morenową na zachód od wsi Dąbrowa Chełmińska-Wałdowo Królewskie. Utwory eoliczne – zalesione wydmy piaszczyste o wysokościach do 20 m występują w Kotlinie Toruńskiej w południowej części gminy.
Dolina Wisły wykształcona została u schyłku plejstocenu i w holocenie, wskutek utorowania przez Wisłę szlaku odpływu wód ku północy w dawnej rynnie sandrowej Chełmno-Fordon (Fordoński Przełom Wisły). Wahania poziomu Bałtyku były przyczyną wcinania się Wisły i pogłębiana doliny, a w późniejszym okresie meandrowania rzeki i powstania szerokiego dna, zalewanego w czasie powodzi. Na terasie zalewowej Wisły poza starorzeczami i mokradłami istnieje gęsta sieć rowów odwadniających. W miejscach zanikających i zanikłych jezior oraz w zagłębieniach wytopiskowych występują bagna.

### Wody powierzchniowe
Głównym elementem sieci hydrograficznej gminy Dąbrowa Chełmińska jest rzeka Wisła. Wzdłuż jej koryta znajduje się ciąg starorzeczy, którym towarzyszą zbiorowiska Łęgowe, wierzbowo-topolowe, okresowo zalewane przez rzekę. Największym akwenem w gminie jest jezioro Skrzynka (11 ha), a do mniejszych należą: Czarże, Duża Reptówka, Jezioro Ostromeckie czy Wielka Łacha. Jeziora te posiadają w 20-60% brzegi bagienne i pokryte są dość zwartą roślinnością wodną. W dolinie Wisły zlokalizowane są obszary wysokiego zagrożenia powodzią.

### Gleby
Na wysoczyźnie morenowej zbudowanej z utworów gliniastych i gliniasto-piaszczystych wykształciły się stosunkowo urodzajne gleby brunatne i płowe. Jedynie w okolicy Czemlewa i Dąbrowy Chełmińskiej występuje morena denna bardziej piaszczysta, na której występują gleby słabogliniaste, porośnięte lasem. Tereny sandrowe oraz piaszczyste terasy doliny Wisły zajmują gleby rdzawe i bielicowe, przydatne dla gospodarki leśnej. W zagłębieniach wytopiskowych wykształciły się gleby bagienne i murszowe. W dolinie zalewowej Wisły występują mady, a miejscami gleby torfowe. Udział gleb klas bonitacyjnych I-IV w ogólnym areale użytków rolnych wynosi 77%, w tym mady – 35%. Najżyźniejsze gleby położone są na wysoczyźnie morenowej w środkowej części gminy (Bolumin, Nowy Dwór, Gzin).

### Lasy
Lasy na terenie gminy, w przeważającej części państwowe, znajdują się w zarządzie Nadleśnictwa Toruń i pełnią w większości funkcje ochronne (glebochronne i wodochronne). Dominującymi gatunkami drzewostanu są: sosna (82%), dąb (6%), i brzoza (4,5%). Spośród typów siedliskowych przeważają: bór świeży (37%), bór mieszany świeży (30%) i las mieszany świeży (17%). Lasy zajmują piaszczyste terasy doliny Wisły w okolicy Ostromecka i Słończa, równinę sandrową i piaszczyste obszary moreny dennej w okolicy Czemlewa, Dąbrowy Chełmińskiej i Ołowic oraz zbocza doliny Wisły. Przeważają lasy iglaste i mieszane, a liściaste zachowały się głównie w parowach oraz miejscami na wysoczyźnie morenowej i na terasie zalewowej.

### Surowce mineralne
Na terenie gminy występuje 7 rozpoznanych złóż kopalin pospolitych, z których eksploatowane jest jedynie złoże piasku w Gzinie Dolnym.

## Demografia
Według danych z 30 czerwca 2004 gminę zamieszkiwało 7058 osób, według danych z 31 grudnia 2011 roku – 7792 osoby, a 31 grudnia 2014 roku – 8033 mieszkańców. W latach 1995–2013 liczba ludności wzrosła o 1352 mieszkańców, tj. o 17%, co ma związek z procesem suburbanizacji okolic Bydgoszczy. Saldo migracji dla tego okresu wynosiło +944 osoby.
Struktura ludności gminy z 31 grudnia 2012:
| Opis                              | Ogółem | Ogółem | Kobiety | Kobiety | Mężczyźni | Mężczyźni |
| --------------------------------- | ------ | ------ | ------- | ------- | --------- | --------- |
| jednostka                         | osób   | %      | osób    | %       | osób      | %         |
| populacja                         | 7792   | 100    | 3860    | 49,5    | 3932      | 50,5      |
| gęstość zaludnienia (mieszk./km²) | 62,5   | 62,5   | 30,9    | 30,9    | 31,5      | 31,5      |

- Piramida wieku mieszkańców gminy Dąbrowa Chełmińska w 2014 roku[1].

## Podział administracyjny

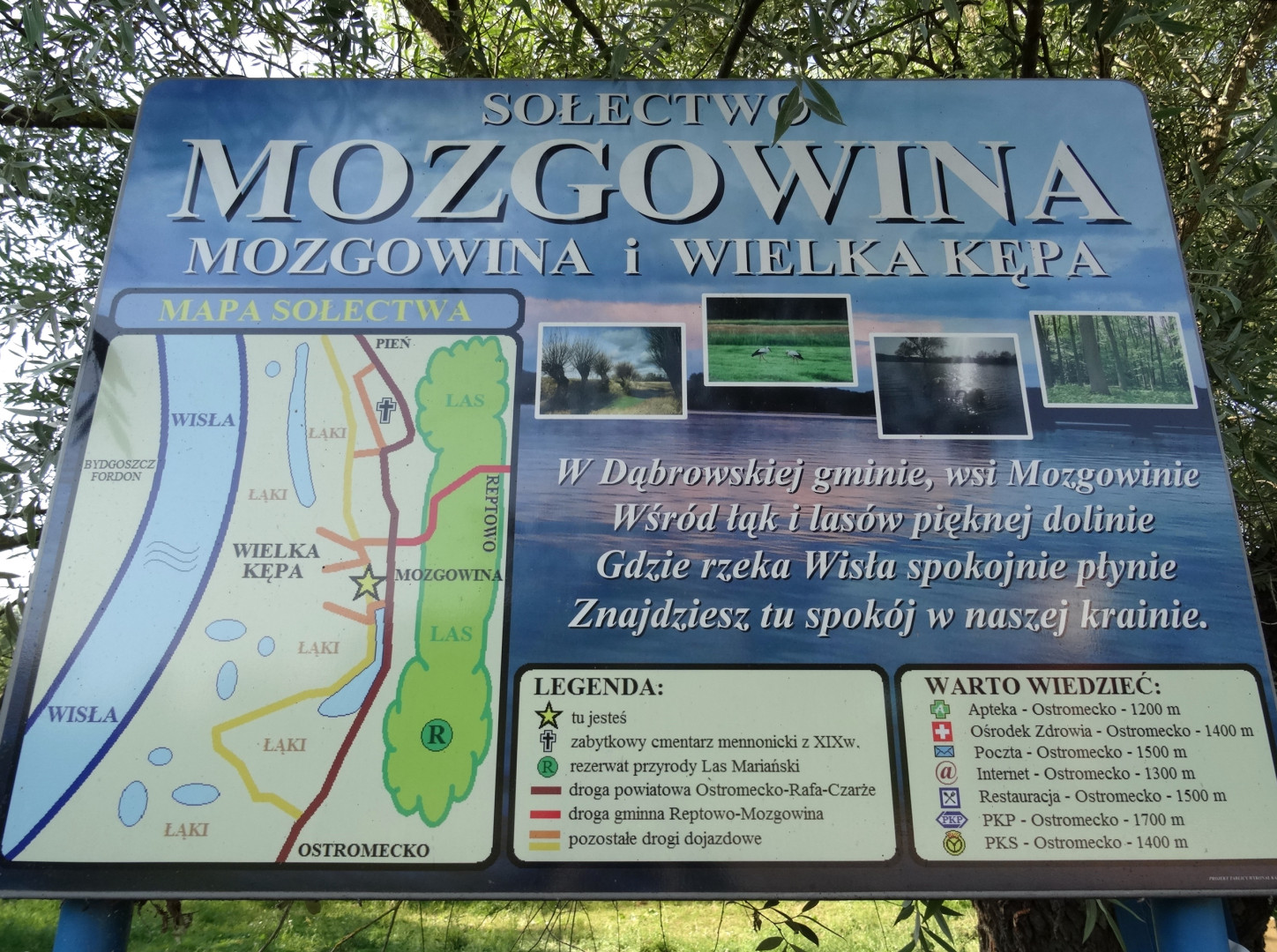
Tablica informacyjna sołectwa Mozgowina

Teren Gminy Dąbrowa Chełmińska podzielony jest na 15 sołectw i 22 wsie:
| Siedziba sołectwa  | Wsie                                  |
| ------------------ | ------------------------------------- |
| Bolumin            | Bolumin, Boluminek                    |
| Borki              | Borki, Dębowiec i Gzin Dolny          |
| Czarże             | część Czarża, Słończ                  |
| Czemlewo           | część Czemlewa, część Czarża          |
| Dąbrowa Chełmińska | część wsi Dąbrowa Chełmińska          |
| Gzin               | Gzin                                  |
| Janowo             | Janowo                                |
| Mozgowina          | Mozgowina, Wielka Kępa                |
| Nowy Dwór          | Nowy Dwór                             |
| Ostromecko         | Ostromecko                            |
| Otowice            | Otowice, część wsi Dąbrowa Chełmińska |
| Rafa               | Rafa, Pień                            |
| Reptowo            | Reptowo                               |
| Strzyżawa          | Strzyżawa, Mała Kępa                  |
| Wałdowo Królewskie | Wałdowo Królewskie                    |

W hierarchii sieci osadniczej wyróżnia się stolica gminy – Dąbrowa Chełmińska, która poza siedzibą władz administracyjnych jest głównym centrum usług publicznych. Drugi poziom tworzą wsie: Ostromecko i Czarże, pełniące rolę ośrodków uzupełniających, przy czym w Ostromecku zlokalizowany jest ośrodek kultury i rekreacji o zasięgu ponadgminnym. Trzeci poziom tworzą wsie: Wałdowo Królewskie, Gzin oraz Nowy Dwór. Gmina ma charakter podmiejski, w zasięgu oddziaływania aglomeracji Bydgoszczy.
Statystyka miejscowości w gminie Dąbrowa Chełmińska:
| Miejscowość statystyczna | Zespół miejscowości          | Liczba ludności 2010 |
| ------------------------ | ---------------------------- | -------------------- |
| Dąbrowa Chełmińska       | Dąbrowa Chełmińska, Linia    | 1967                 |
| Ostromecko               | Ostromecko, Mała Kępa        | 997                  |
| Czarże                   | Czarże, Nowa Wieś Szlachecka | 997                  |
| Gzin                     | Gzin, Gzin Dolny, Oktowo     | 587                  |
| Nowy Dwór                | Nowy Dwór, Reptowo           | 514                  |
| Wałdowo Królewskie       |                              | 469                  |
| Bolumin                  | Bolumin, Bolmin, Boluminek   | 413                  |
| Janowo                   |                              | 295                  |
| Czemlewo                 |                              | 274                  |
| Strzyżawa                |                              | 221                  |
| Dębowiec                 |                              | 193                  |
| Otowice                  |                              | 183                  |
| Rafa                     |                              | 133                  |
| Słończ                   |                              | 97                   |
| Mozgowina                | Mozgowina, Wielka Kępa       | 83                   |
| Pień                     |                              | 43                   |
| Borki                    |                              | 39                   |

## Ochrona przyrody

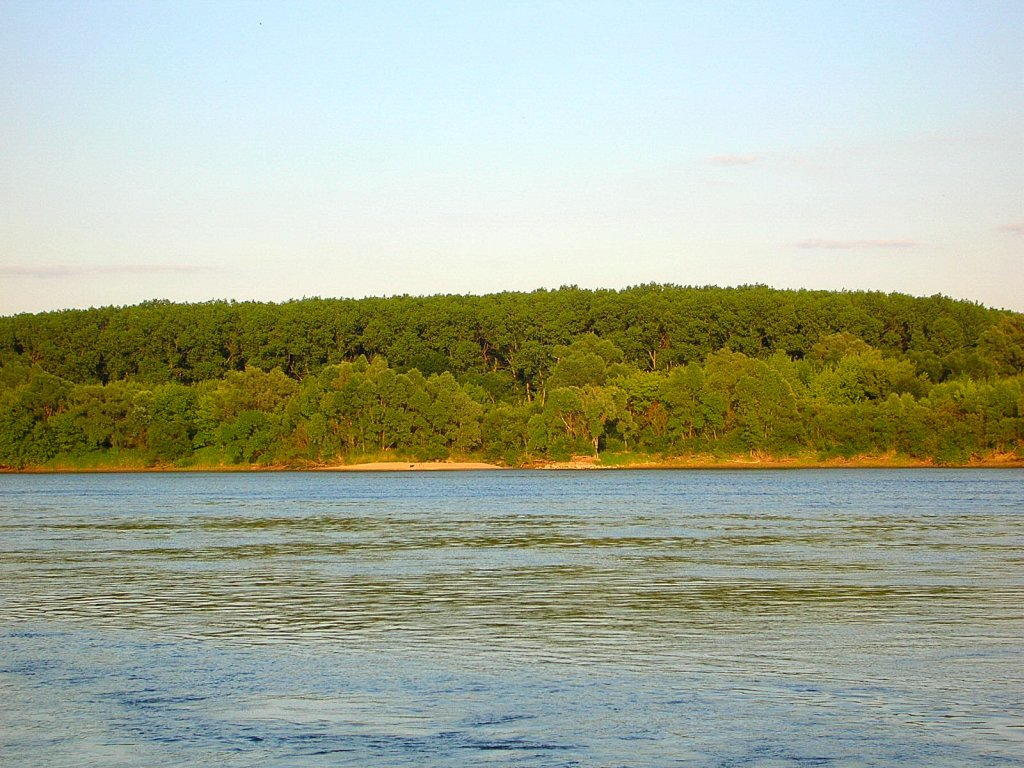
Rezerwat przyrody Wielka Kępa

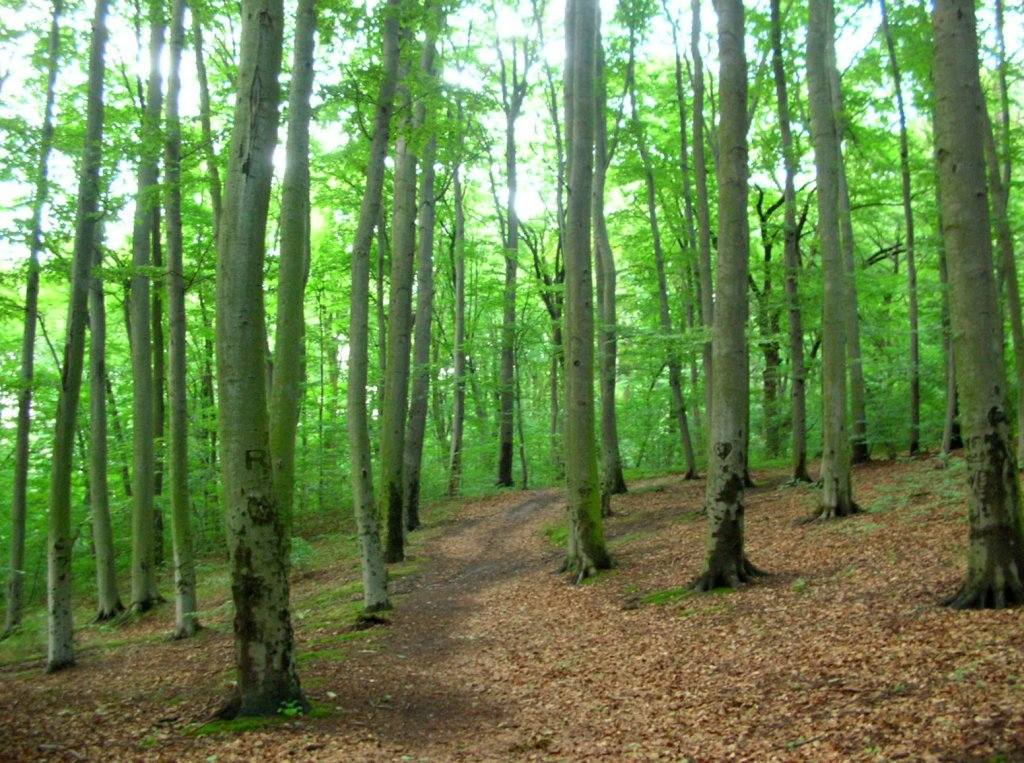
Rezerwat przyrody Las Mariański

Na terenie gminy Dąbrowa Chełmińska występują wielorakie formy ochrony przyrody: rezerwaty przyrody, park krajobrazowy, pomniki przyrody, użytki ekologiczne, obszary Natura 2000. Około 75% powierzchni gminy objęta jest ochroną.

### Rezerwaty przyrody
Najwyższymi rangą formami ochrony przyrody na terenie gminy są cztery rezerwaty przyrody:
- Wielka Kępa (leśny),
- Las Mariański (leśny),
- Linje (torfowiskowy),
- Reptowo (faunistyczny),

Chronią one siedliska związane z doliną Wisły: las łęgowy wiązowo-jesionowy, łęg jesionowo-olszowy, grąd subkontynentalny, buczynę niżową, kontynentalny bór mieszany oraz stanowisko lęgowe czapli siwej. Rezerwaty połączone są  pieszym szlakiem turystycznym (48,4 km) „Rezerwatów Chełmińskich”, wiodącym z Bydgoszczy-Fordonu do Chełmna. Ponadto od 1994 roku projektowany do utworzenia jest rezerwat ornitologiczny Mała Kępa Ostromecka o bogatej awifaunie łęgowej.

### Parki krajobrazowe
Większość terenów gminy Dąbrowa Chełmińska objęta jest ochroną w Zespole Parków Krajobrazowych Chełmińskiego i Nadwiślańskiego.

### Obszary Natura 2000
Tereny zalewowe Wisły objęte są siecią obszarów Natura 2000:
- Dolina Dolnej Wisły (obszar specjalnej ochrony ptaków)
- Solecka Dolina Wisły specjalny obszar ochrony siedlisk

Specjalny obszar ochrony stanowi również Torfowisko Linje, gdzie zachowała się od czasów tundry późnoglacjalnej gromadnie występująca, reliktowa brzoza karłowata. Jest to bardzo rzadki relikt, występujący poza tym w Polsce jedynie w Sudetach.

### Użytki ekologiczne
W gminie Dąbrowa Chełmińska jest zarejestrowanych 106 użytków ekologicznych o łącznej powierzchni 108 ha.

### Pomniki przyrody
Na terenie gminy Dąbrowa Chełmińska znajduje się 145 pomników przyrody, w większości drzew. Najwięcej z nich ustanowiono w Ostromecku (w tym 64 pomnikowe drzewa w parku pałacowym), lesie w Boluminie oraz w Małej Kępie.

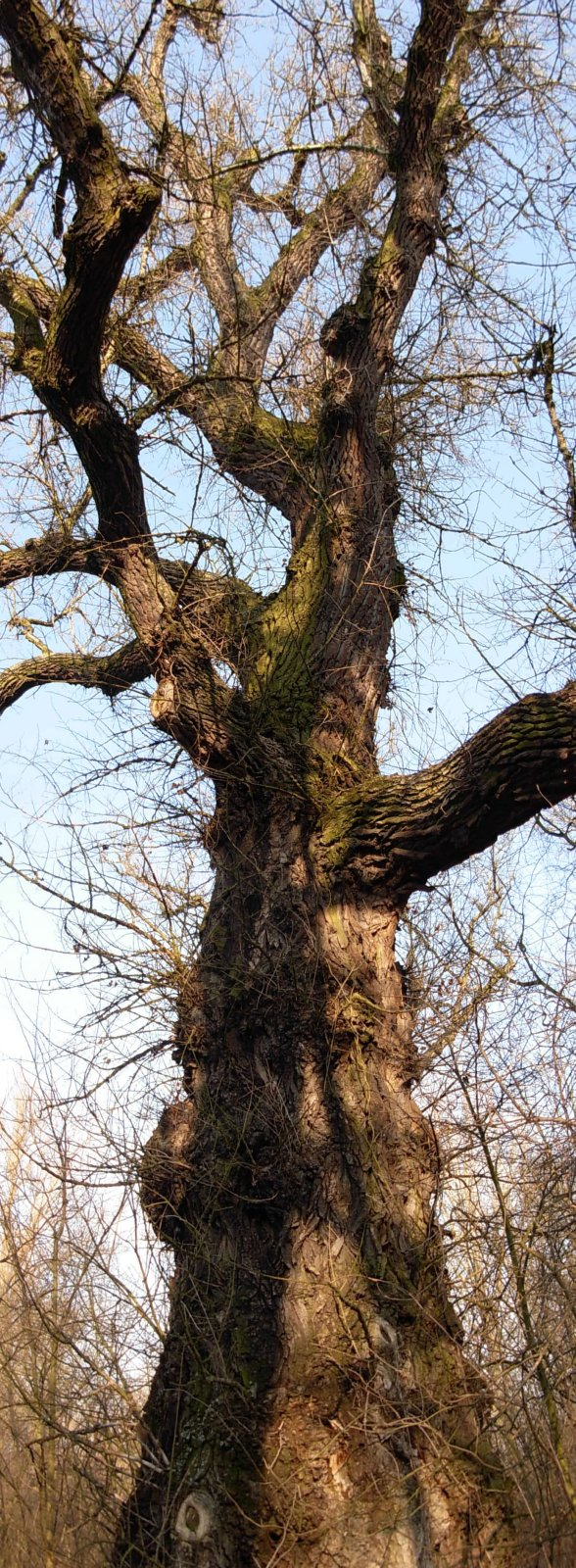
Topola - pomnik przyrody w Małej Kępie

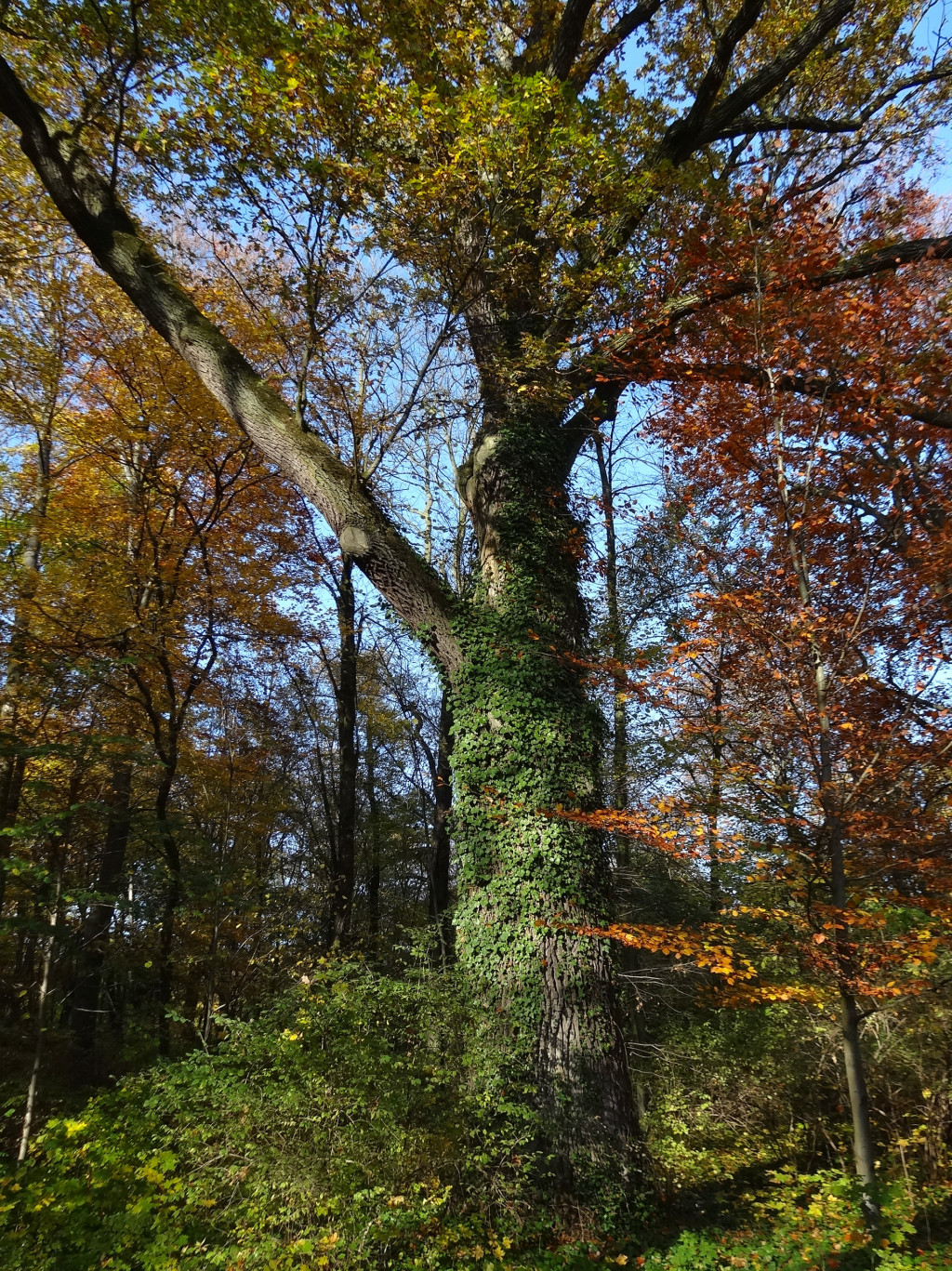
Pomnikowe drzewo w parku ostromeckim

| Nr  | Lokalizacja                                                         | Forma             | Nazwa | Sztuk | Obwody przy powołaniu [cm]                                               | Akt prawny                                                                     |
| --- | ------------------------------------------------------------------- | ----------------- | --- | ----- | ------------------------------------------------------------------------ | ------------------------------------------------------------------------------ |
| 1.  | Boluminek cmentarz katolicki                                        | grupa drzew       | 23 żywotniki zachodnie żywotnik Lawsona                                                                                               | 24    | od 23 do 90 82                                                           | Rozporządzenie nr 11/91 Wojewody Bydgoskiego z dnia 1 lipca 1991 roku          |
| 2.  | Mała Kępa                                                           | grupa drzew       | 3 topole białe wierzba biała | 4     | 410, 500 i 560 400                                                       | Rozporządzenie nr 36/95 Wojewody Bydgoskiego z dnia 14 lutego 1995 roku        |
| 3.  | Mała Kępa leśnictwo Kamieniec oddz. 257                             | grupa drzew       | 2 topole białe 3 topole czarne | 5     | 380 i 485 b.d.                                                           | Rozporządzenie nr 36/95 Wojewody Bydgoskiego z dnia 14 lutego 1995 roku        |
| 4.  | Ostromecko cmentarz katolicki                                       | grupa drzew       | 2 lipy drobnolistne 2 żywotniki wschodnie kasztanowiec zwyczajny                                                                      | 5     | 320 i 380 130 i 220 300                                                  | Rozporządzenie nr 11/91 Wojewody Bydgoskiego z dnia 1 lipca 1991 roku          |
| 5.  | Ostromecko przy drodze do Chełmna                                   | grupa drzew       | 2 dęby szypułkowe | 2     | 300 i 340                                                                | Rozporządzenie nr 11/91 Wojewody Bydgoskiego z dnia 1 lipca 1991 roku          |
| 6.  | Ostromecko park pałacowy                                            | grupa drzew       | 8 lip drobnolistnych 17 dębów szypułkowych 13 kasztanowców zwyczajnych 4 buki zwyczajne klon zwyczajny sosna wejmutka wiąz szypułkowy | 45    | od 300 do 650 od 255 do 455 od 280 do 360 260, 340, 300, 360 355 240 340 | Rozporządzenie nr 11/91 Wojewody Bydgoskiego z dnia 1 lipca 1991 roku          |
| 7.  | Ostromecko na łące                                                  | pojedyncze drzewo | topola czarna „Mariańska” | 1     | 903                                                                      | Rozporządzenie nr 11/91 Wojewody Bydgoskiego z dnia 1 lipca 1991 roku          |
| 8.  | Reptowo park wiejski                                                | grupa drzew       | 3 cisy pospolite 2 cisy pospolite | 5     | 89, 100, 129 krzewy                                                      | Rozporządzenie nr 305/93 Wojewody Bydgoskiego z dnia 26 października 1993 roku |
| 9.  | Strzyżawa obok skrzyżowania dróg nr 80 i 551                        | grupa drzew       | 2 dęby szypułkowe | 2     | 325 i 600                                                                | Rozporządzenie nr 11/91 Wojewody Bydgoskiego z dnia 1 lipca 1991 roku          |
| 10. | Wielka Kępa przy drodze Ostromecko-Rafa na cmentarzu ewangelickim   | pojedyncze drzewo | dąb szypułkowy | 1     | 346                                                                      | Rozporządzenie nr 11/91 Wojewody Bydgoskiego z dnia 1 lipca 1991 roku          |
| 11. | Wałdowo Królewskie                                                  | pojedyncze drzewo | dąb szypułkowy | 1     | 370                                                                      | Rozporządzenie nr 11/91 Wojewody Bydgoskiego z dnia 1 lipca 1991 roku          |
| 12. | Wałdowo Królewskie leśnictwo Wałdowo Królewskie oddz. 171n          | grupa drzew       | 6 daglezji zielonych | 6     | od 250 do 280                                                            | Rozporządzenie nr 322/95 Wojewody Bydgoskiego z dnia 29 grudnia 1995 roku      |
| 13. | Wałdowo Królewskie leśnictwo Wałdowo Królewskie oddz. 172k          | grupa drzew       | 2 buki zwyczajne | 2     | 300 i 300                                                                | Rozporządzenie nr 322/95 Wojewody Bydgoskiego z dnia 29 grudnia 1995 roku      |
| 14. | Wałdowo Królewskie leśnictwo Raciniewo oddz. 85b „Dąb na krzyżówce” | pojedyncze drzewo | dąb szypułkowy | 1     | 405                                                                      | Rozporządzenie nr 11/91 Wojewody Bydgoskiego z dnia 1 lipca 1991 roku          |
| 15. | dawne leśnictwo Ostromecko oddz. 115i                               | pojedyncze drzewo | dąb szypułkowy | 1     | 615                                                                      | Rozporządzenie nr 11/91 Wojewody Bydgoskiego z dnia 1 lipca 1991 roku          |
| 16. | Bolumin leśnictwo Wałdowo Królewskie oddz. 205g                     | grupa drzew       | 2 dęby szypułkowe | 2     | 345 i 355                                                                | Rozporządzenie nr 322/95 Wojewody Bydgoskiego z dnia 29 grudnia 1995 roku      |
| 17. | Bolumin leśnictwo Wałdowo Królewskie oddz. 205j                     | pojedyncze drzewo | klon zwyczajny | 1     | 295                                                                      | Rozporządzenie nr 322/95 Wojewody Bydgoskiego z dnia 29 grudnia 1995 roku      |
| 18. | Bolumin leśnictwo Wałdowo Królewskie oddz. 205n                     | grupa drzew       | 3 dęby szypułkowe | 3     | 365, 440, 480                                                            | Rozporządzenie nr 322/95 Wojewody Bydgoskiego z dnia 29 grudnia 1995 roku      |
| 19. | Bolumin leśnictwo Wałdowo Królewskie oddz. 205o                     | grupa drzew       | 2 dęby szypułkowe | 2     | 348 i 358                                                                | Rozporządzenie nr 322/95 Wojewody Bydgoskiego z dnia 29 grudnia 1995 roku      |
| 20. | Bolumin leśnictwo Wałdowo Królewskie oddz. 205l                     | pojedyncze drzewo | dąb szypułkowy | 1     | 405                                                                      | Rozporządzenie nr 322/95 Wojewody Bydgoskiego z dnia 29 grudnia 1995 roku      |
| 21. | Ostromecko zachodni skraj parku pałacowego (od strony Wisły)        | grupa drzew       | 3 lipy drobnolistne 7 kasztanowców zwyczajnych 2 dęby bezszypułkowe 5 wiązów szypułkowych olsza czarna jesion wyniosły                | 19    | 345, 340, 400 od 280 do 360 300 i 350 od 250 do 440 260 320              | Rozporządzenie nr 11/91 Wojewody Bydgoskiego z dnia 1 lipca 1991 roku          |

## Transport

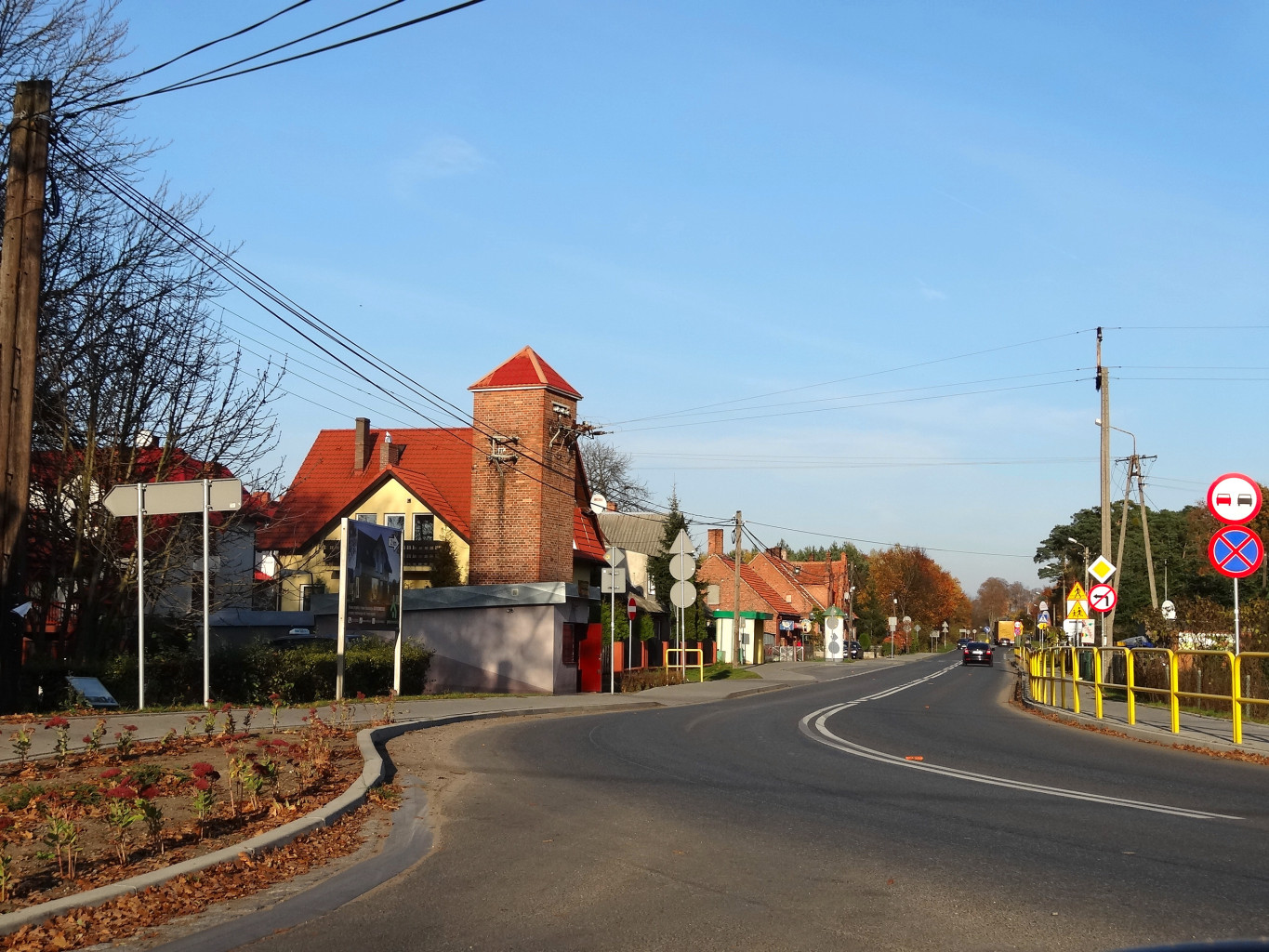
Droga wojewódzka nr 551 w Ostromecku

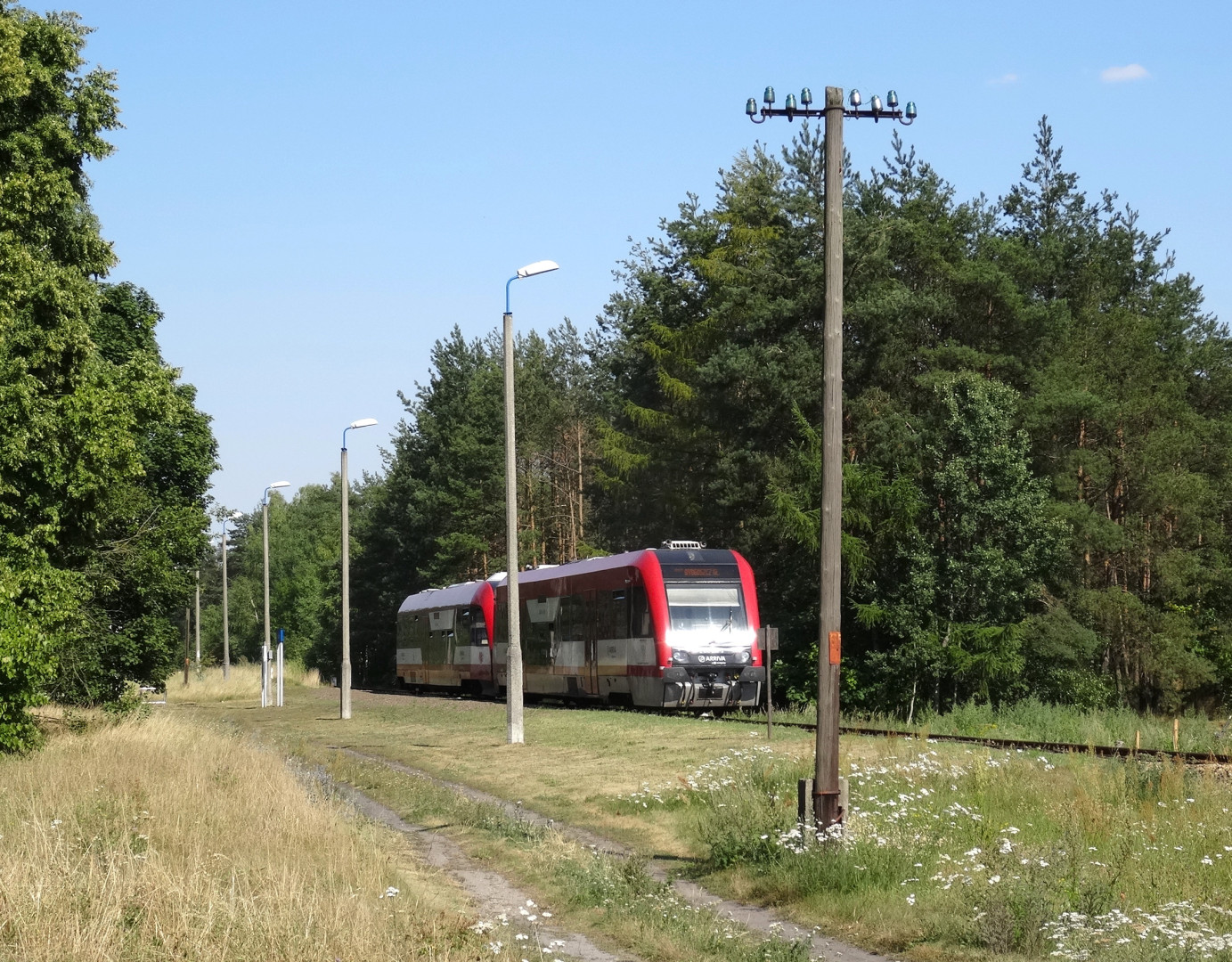
Szynobus w Gzinie na linii kolejowej nr 209

### Drogi
Podstawowy układ drogowy w gminie Dąbrowa Chełmińska tworzy: droga krajowa nr 80 Bydgoszcz-Toruń, trzy drogi wojewódzkie: 549 Strzyżawa-Bydgoszcz Fordon, 551 Strzyżawa-Wąbrzeźno i 578 w Ostromecku oraz 7 dróg powiatowych. Układ ten uzupełniony jest siecią 36 dróg gminnych. Drogi o nawierzchni utwardzonej mają łączną długość 47 km, w tym drogi wojewódzkie – 37,8 km, a gminne – 9,8 km.

### Kolej
Przez gminę przebiega linia kolejowa nr 209 Bydgoszcz Wschód – Kowalewo Pomorskie z przystankami w: Ostromecku, Dąbrowie Chełmińskiej i Gzinie.

## Infrastruktura

### Gospodarka
W 2015 roku na terenie gminy funkcjonowało 1040 gospodarstw rolnych o średniej wielkości 5,65 ha. Działalność pozarolniczą prowadzi ok. 500 podmiotów gospodarczych w zakresie drobnego przemysłu spożywczego, metalowego, drzewnego oraz usług. Wizytówką gospodarczą są Wody Mineralne Ostromecko. W oparciu o funkcje usługowe i turystyczne rozwijają się: Gzin, Dąbrowa Chełmińska, Czarże, Ostromecko, Strzyżawa. Ponad 10% ludności w wieku produkcyjnym dojeżdża do pracy do Bydgoszczy

### Edukacja
W gminie funkcjonują trzy zespoły szkół, które obejmują przedszkola, szkoły podstawowe i gimnazja:
- Zespół Szkół im. Celestyna Kamińskiego w Dąbrowie Chełmińskiej (658 uczniów w roku szkolnym 2012/2013)
- Zespół Szkół im. Mariana Rejewskiego w Ostromecku (274)
- Zespół Szkół w Czarżu (208)

### Opieka zdrowotna
Świadczenia opieki zdrowotnej zabezpiecza Gminna Przychodnia SPZOZ w Dąbrowie Chełmińskiej, która dysponuje 3 przychodniami:
- w Dąbrowie Chełmińskiej – ul. Bydgoska 38,
- w Ostromecku – ul. Szkolna 3,
- w Czarżu – ul. Chełmińska 38.

### Bezpieczeństwo
Od 2013 gmina Dąbrowa Chełmińska podlega pod Komendę Miejską Policji w Bydgoszczy i Komisariat Policji Bydgoszcz Fordon. Na terenie gminy istnieją cztery jednostki Ochotniczej Straży Pożarnej: w Dąbrowie Chełmińskiej, Czarżu, Wałdowie Królewskim i Gzinie.

### Kultura
W gminie funkcjonuje Biblioteka Publiczno-Szkolna w Dąbrowie Chełmińskiej, która posiada filie w Ostromecku i Czarżu. Regionalnym ośrodkiem kultury jest zespół pałacowo-parkowy w Ostromecku, gdzie mają miejsce koncerty, wernisaże, spotkania artystów, sympozja, itp. W pałacu starym funkcjonuje muzeum zabytkowych fortepianów. Imprezy w Ostromecku organizuje Miejskie Centrum Kultury w Bydgoszczy.

### Sport
W Dąbrowie Chełmińskiej i Czarżu znajdują się hale sportowe i boisko piłkarskie, a w Ostromecku – korty tenisowe i zespół boisk do gier zespołowych. Zadania w zakresie kultury fizycznej i sportu realizuje Gminny Ośrodek Kultury i Sportu zlokalizowany w Dąbrowie Chełmińskiej. Dysponuje on świetlicami, salami wiejskimi i placami zabaw w licznych miejscowościach gminy.

## Turystyka
Obszar gminy charakteryzuje się urozmaiconymi krajobrazami, zróżnicowaną szatą roślinną oraz bogatą konfiguracją terenu. Duże deniwelacje między obszarami wysoczyznowymi a doliną Wisły dają rozległe widoki i niepowtarzalne panoramy widokowe. Z tego względu gmina jest dogodnym terenem do uprawiania turystyki pieszej i rowerowej. Perełką gminy jest zespół pałacowo-parkowy w Ostromecku z zachowanymi dwoma pałacami z XVIII i XIX w. oraz parkiem angielskim i włoskim o powierzchni 34 ha. Mniejsze parki dworskie zachowały się również w miejscowościach: Nowy Dwór, Reptowo, Bolumin, Pień i Czemlewo.

### Zabytki

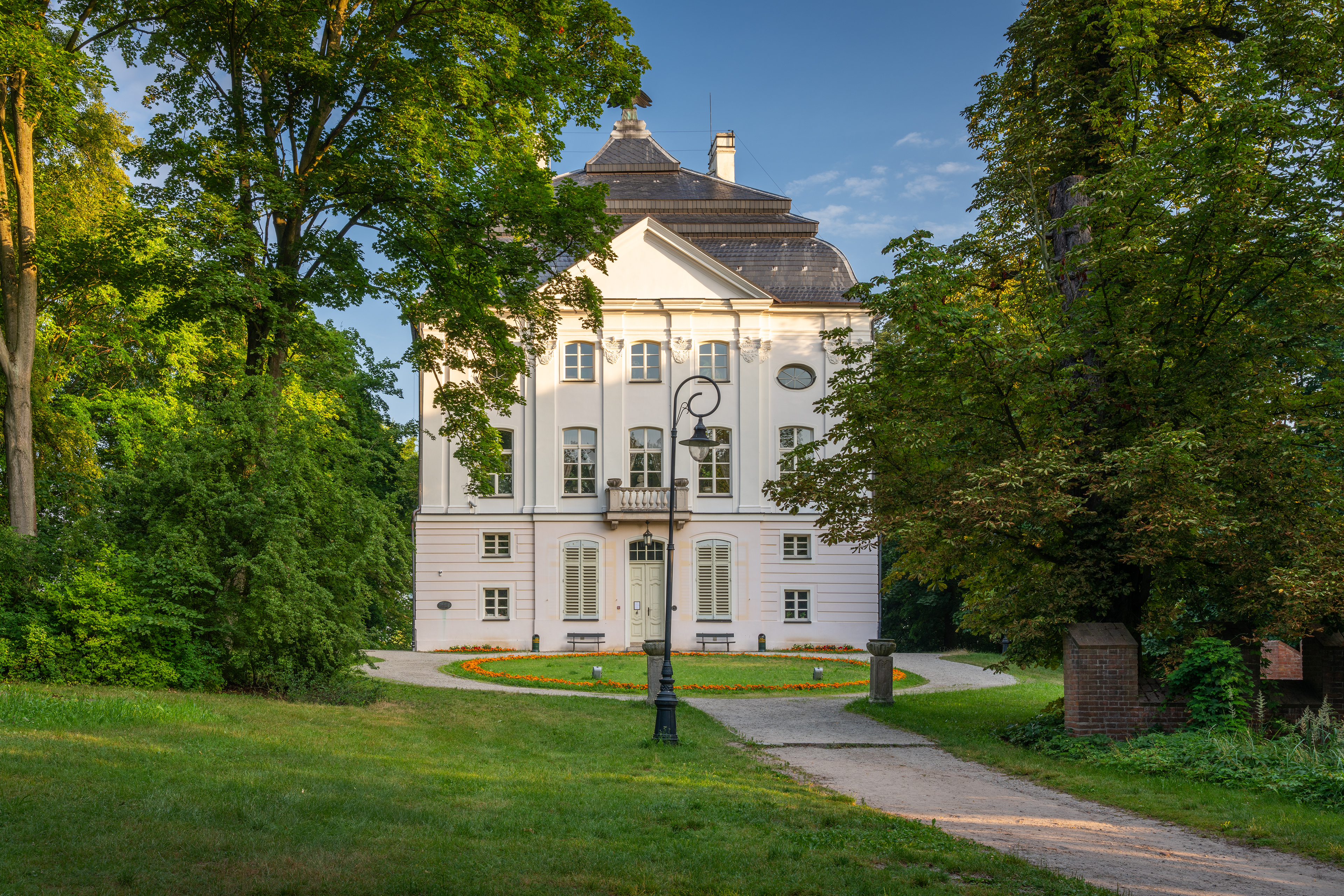
Pałac Mostowskich w Ostromecku

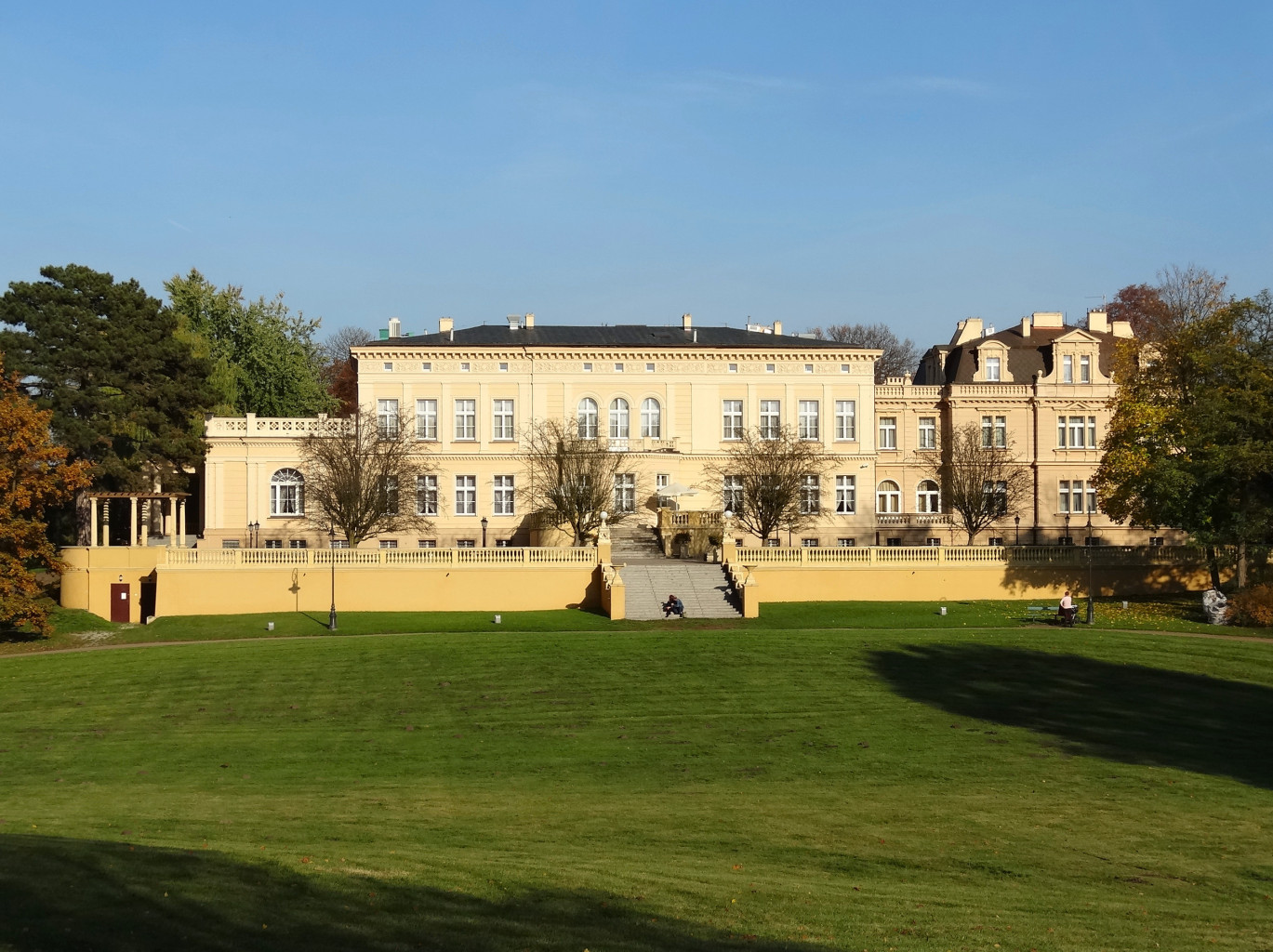
Pałac Schönbornów w Ostromecku

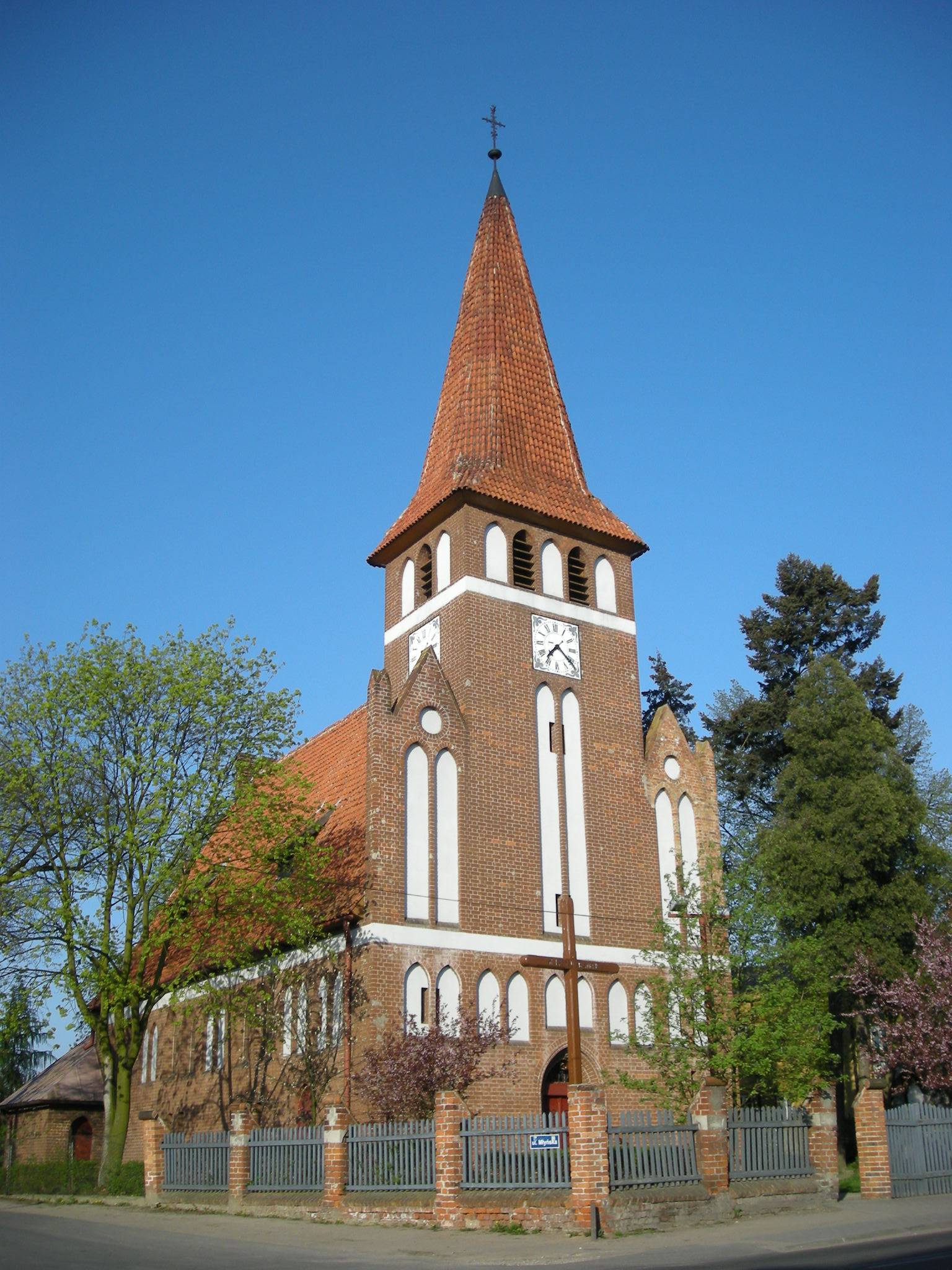
Kościół poewangelicki p.w. Wniebowzięcia NMP w Dąbrowie Chełmińskiej

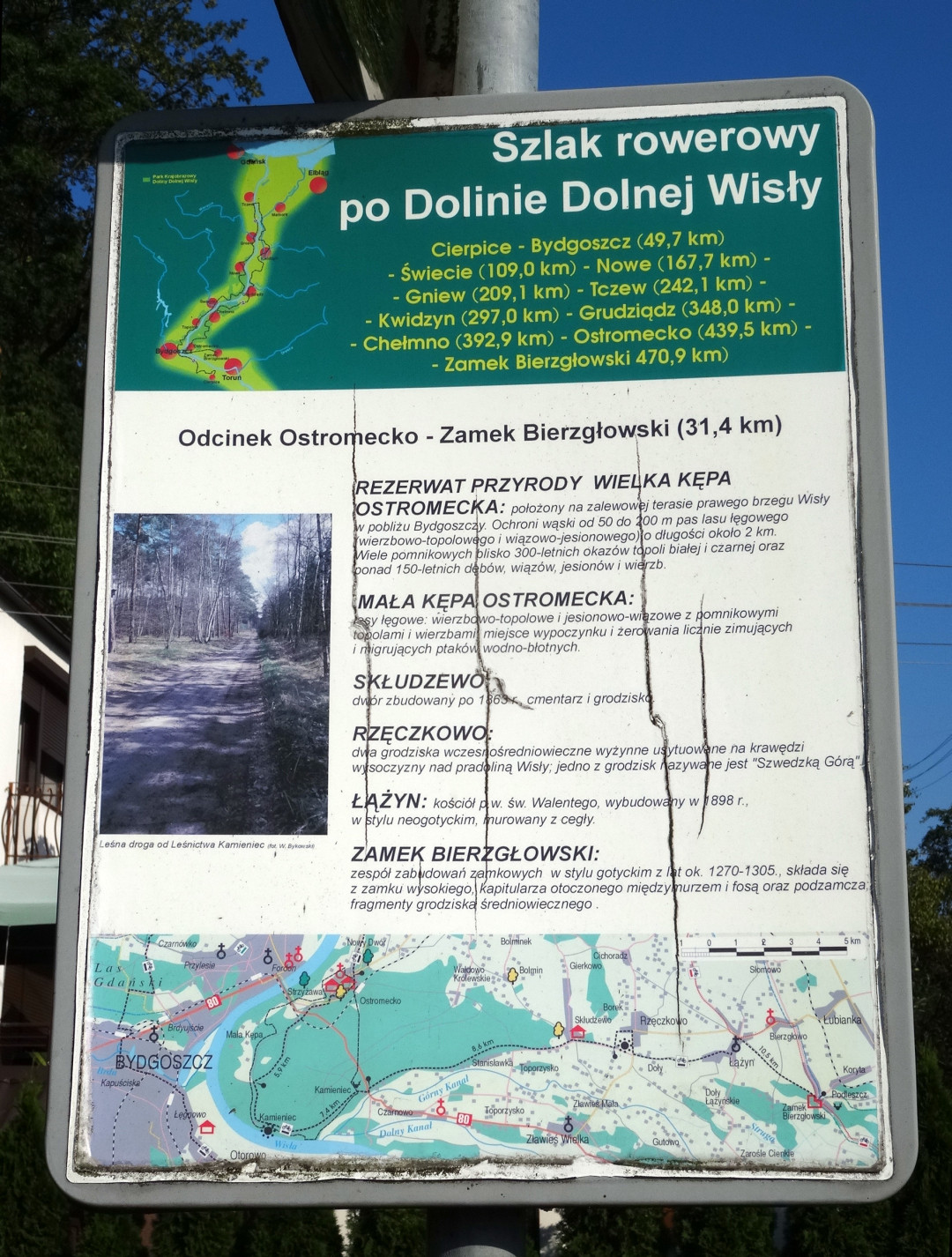
Mapa szlaku rowerowego po DDW w Ostromecku

Wykaz zarejestrowanych zabytków nieruchomych na terenie gminy:
- zespół kościoła parafialnego p.w. św. Wojciecha i św. Katarzyny w Boluminku (A/44 z 28.12.2001):
  - kościół
  - cmentarz przykościelny
  - ogrodzenie z częścią działki nr 36/1
- zespół kościoła parafialnego p.w. Narodzenia NMP w Czarżu (A/1687 z 03.12.2015)
  - gotycki kościół salowy ze schyłku XIII i pocz. XIV w.
  - cmentarz przykościelny wraz z działką nr 267/4
- zespół kościoła ewangelickiego p.w. Wniebowzięcia NMP w Dąbrowie Chełmińskiej (filia parafii w Boluminku, A/45 z 28.12.2001)
  - neogotycki kościół z przełomu XIX i XX w. (pierwotnie ewangelicko-unijny);
  - cmentarz ewangelicki z końca XIX w.;
  - dawny zajazd o konstrukcji szkieletowej z przełomu XVIII i XIX w
- kościół parafialny p.w. śś. Mikołaja, Stanisława i Jana Chrzciciela w Ostromecku z drugiej połowy XV w. (A/753 z 30.11.1929)
- zespół pałacowo-parkowy w Ostromecku (A/271 z 24.02.1960 i 24.04.1991):
  - pałac stary w stylu baroku drezdeńskiego zbudowany w latach 1759-1766;
  - pałac nowy w stylu klasycystycznym zbudowany w latach 1835-1848;
  - park pałacowy w stylu włoskim i angielskim;
  - zespół tarasów przy pałacu nowym;
  - mauzoleum rodziny Schönborn-Alvensleben w parku
- zespół obiektów budowlanych Wytwórni Wód Stołowych w Ostromecku (A/1413 z 3.01.1992):
  - budynek mieszkalno-administracyjny nr 6 z 1884 roku;
  - budynek produkcyjny z 1903 roku;
  - mur oporowy z 1884 roku

Ponadto na terenie gminy wyodrębniono grodziska wpisane do rejestru zabytków województwa kujawsko-pomorskiego, w miejscowościach: Pień i Gzin oraz domniemane grodziska w: Strzyżawie, Mozgowinie i Pniu. Do gminnej ewidencji zabytków wpisano kilkadziesiąt obiektów, które znajdują się w każdej miejscowości gminy.

### Szlaki turystyczne
Przez gminę przebiegają liczne szlaki turystyczne, z których ważniejsze to:
- pieszy szlak turystyczny (48,4 km) „Rezerwatów Chełmińskich”, wiodący z Bydgoszczy-Fordonu do Chełmna[8]
- pieszy szlak turystyczny „im. Krystyny Wyrostkiewicz” (dawniej „Orlich Gniazd”, 14,8 km), który rozpoczyna i kończy się w Ostromecku wiodąc wzdłuż zakola dolnej Wisły[13].
- szlak rowerowy „Dookoła Dolinie Dolnej Wisły” Bydgoszcz-Świecie-Chełmno-Bydgoszcz[14]
- szlak rowerowy „Przyjaźni” Bydgoszcz-Toruń
- szlak rowerowy „Po Dolinie Dolnej Wisły” Cierpice-Bydgoszcz-Świecie-Nowe-Gniew-Tczew-Kwidzyn-Grudziądz-Świecie-Ostromecko-Zamek Bierzgłowski
- Wiślana Trasa Rowerowa – odcinek prawobrzeżny

### Hotele
- Motel „Jermir” – Strzyżawa
- Restauracja „Ostromecka” – Ostromecko

## Religia
Na terenie gminy funkcjonują parafie rzymskokatolickie, należące do dekanatu Unisław w diecezji toruńskiej:
- Parafia św. Mikołaja, św. Stanisława i św. Jana Chrzciciela w Ostromecku
- Parafia św. Wojciecha i św. Katarzyny w Boluminku
- Parafia Narodzenia NMP w Czarżu.

## Związki i stowarzyszenia
Gmina należy m.in. do następujących stowarzyszeń:
- Związku Gmin Wiejskich RP (od 2000 roku)
- Stowarzyszenia Lokalna Grupa Działania Zakole Dolnej Wisły (od 2008)
- Stowarzyszenia Metropolia Bydgoszcz (od 2016)

## Historia

### Okres staropolski

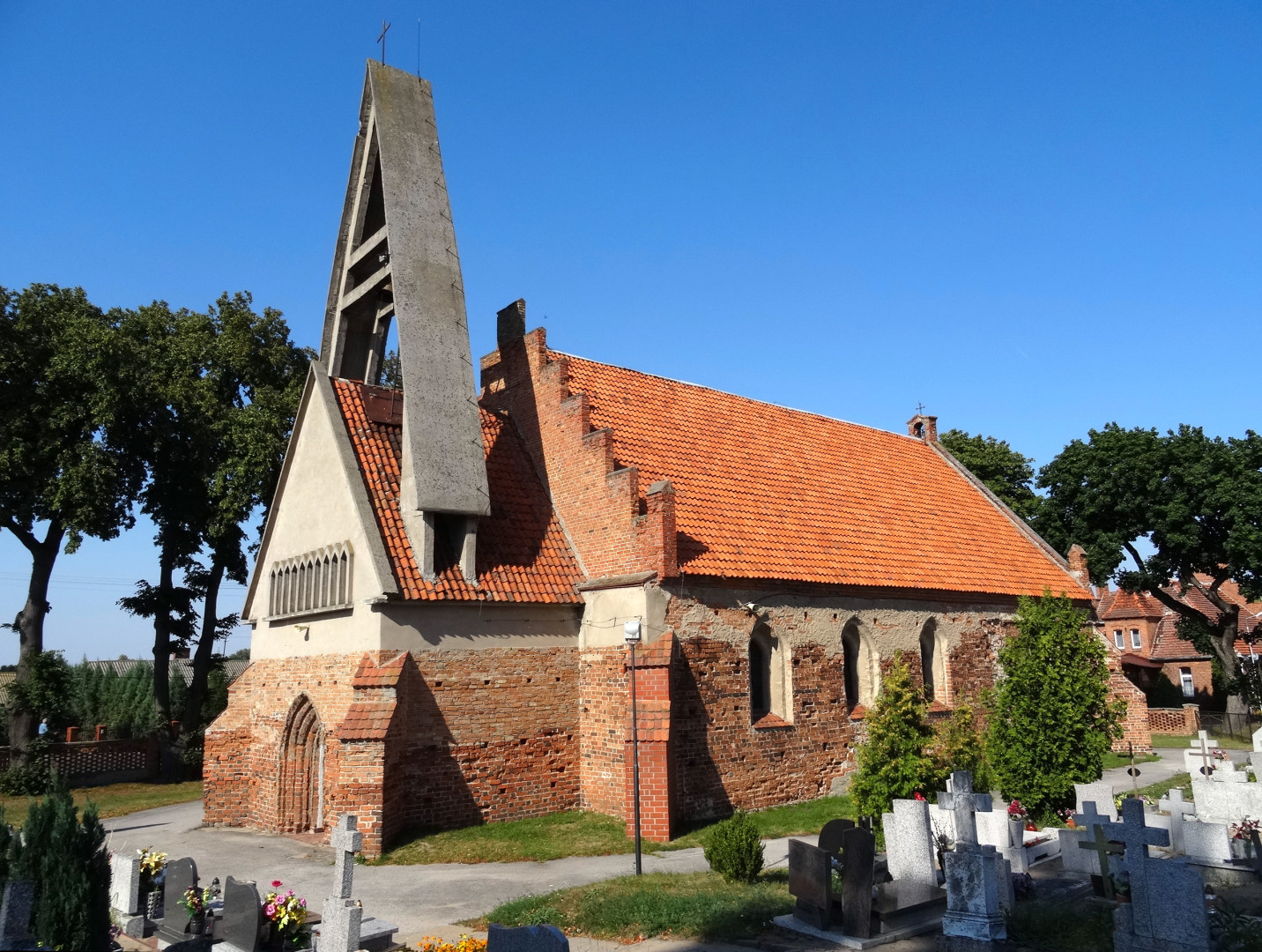
Gotycki kościół Narodzenia NMP w Czarżu z pocz. XIV w., rozbudowany w XVII w. i odrestaurowany w 1881 roku

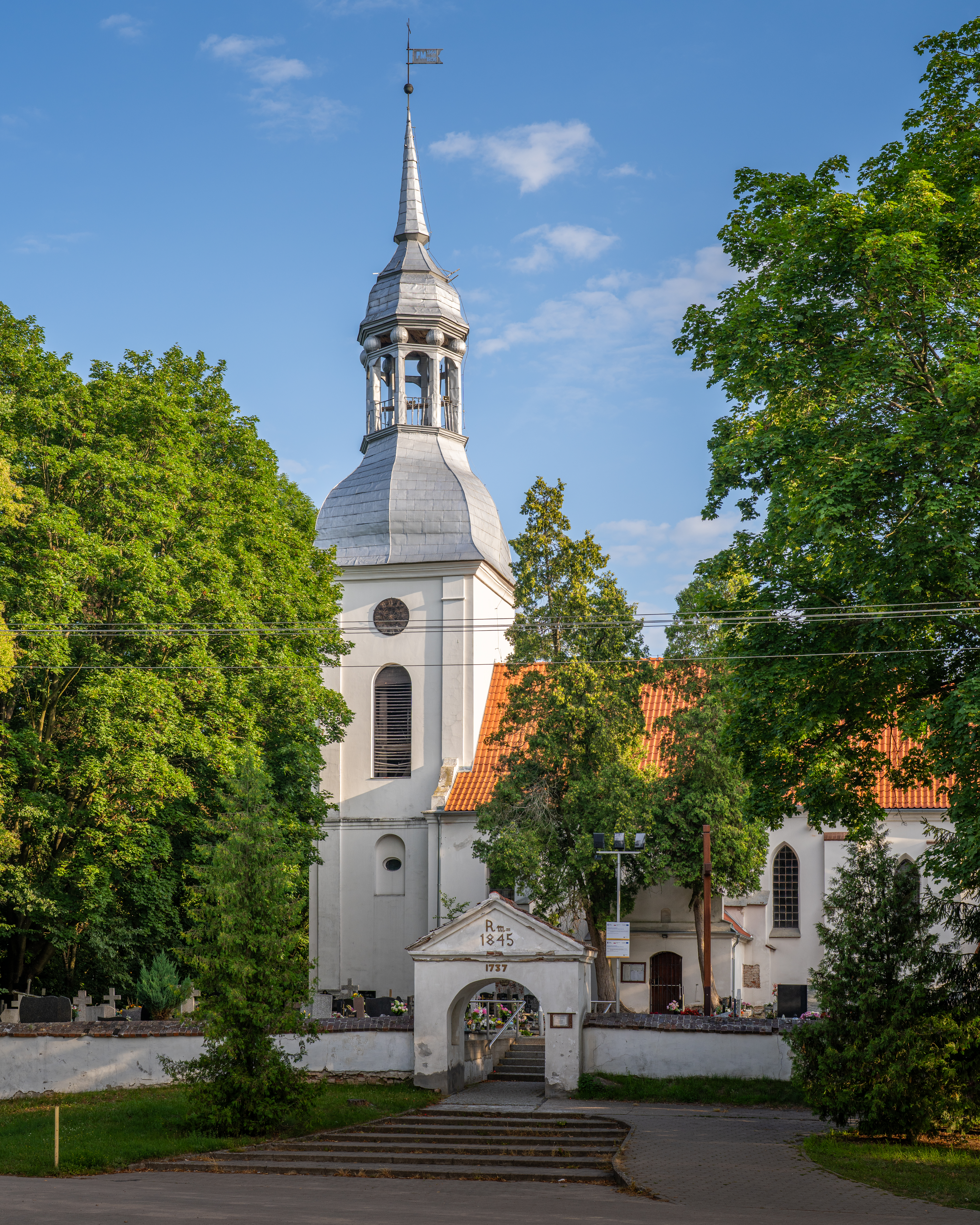
Kościół św. Mikołaja, św. Stanisława i św. Jana Chrzciciela w Ostromecku zbud. jako murowany w 1630 roku, odnowiony w XIX w.

Najstarsze ślady pobytu człowieka w gminie Dąbrowa Chełmińska pochodzą z miejscowości Rafa, gdzie znaleziono krzemienne groty z paleolitu (600 do 10 tys. lat temu). Znaleziska mezolityczne stwierdzono w Czarżu, a w kilkunastu miejscowościach – ślady ludności osiadłej z okresu neolitu (4200-1700 lat p.n.e.). Z okresu kultury łużyckiej (1200-650 lat p.n.e.) pochodzą osady obronne w Gzinie i Kamieńcu, a z VI-VII w. gród obronny w Pniu. Terytorium gminy wchodziło w skład monarchii wczesnopiastowskiej, a od 1075 roku znalazło się w obrębie biskupstwa płockiego. Powstawały tu osady otwarte, skupiające osadników osiedlanych z inicjatywy władców, rycerzy i biskupów. W okresie rozbicia dzielnicowego teren gminy wchodził w skład księstwa mazowieckiego, kasztelanii w Chełmnie (ówcześnie na Górze św. Wawrzyńca w Kałdusie k. Chełmna). Istniejące grody warowne nie potrafiły zapewnić bezpieczeństwa od najazdów Prusów, wobec czego zaczęto podejmować inicjatywy polityczne dążące do wsparcia władzy książąt polskich przez zakony krzyżowe rodem z Europy Zachodniej. 5 sierpnia 1222 książę Konrad I mazowiecki odstąpił rozległe posiadłości w ziemi chełmińskiej na rzecz biskupa misyjnego Prus Chrystiana, a ten w 1234 roku darował je zakonowi krzyżackiemu. Na ziemi chełmińskiej istniał podział własności na: zakonną (zamki i folwarki), rycerską, kmiecą oraz dobra miasta Chełmna i Torunia. Posiadłości biskupstwa chełmińskiego tworzyły odrębne okręgi administracyjne. W XIII-XIV w. ukształtowała się sieć parafii (m.in. w Ostromecku, Czarżu i Boluminku), która w okresie średniowiecza odgrywała rolę dzisiejszych gmin. W zamkach rezydowali komturowie lub wójtowie, którzy podlegali wielkim mistrzom w Malborku. W XIII wieku w źródłach pisanych odnotowano wsie: Pień, Gzin, Ostromecko, Czarże, Słończ, Dębowiec, Czemlewo, Bolumin, Boluminek i Dąbrowę, a w XIV-XVI także: Janowo, Reptowo, Wałdowo i Strzyżawę. Tereny gminy stopniowo skolonizowano oraz zagospodarowano grunty orne dzięki karczunkowi lasów. Podczas panowania krzyżackiego na urodzajnych glebach wysoczyzny chełmińskiej koloniści niemieccy wypierali ludność polską, a pierwotne nazwy polskie miejscowości ulegały zniemczeniu. Na wsi rozpowszechniło się chełmińskie prawo osiedleńcze, preferujące w gospodarce rolnej system czynszowy i trójpolówkę. Dominujący układ przestrzenny wsi stanowiły: ulicówka (dwurzędowy układ zagród wzdłuż krótkiej ulicy) i owalnica (owalny plac w środku wsi z którego wybiegają ulice np. Boluminek). W XIII wieku powstały budowane z drewna, cegły i kamienia gotyckie kościoły (m.in. w Czarżu, Ostromecku) i zamki obronne (we wsi Pień). Wsie podporządkowane były komturstwom w Chełmnie, później w Starogrodzie i Unisławiu. Siedzibą wójtostwa i prokuratorii krzyżackiej w latach 1411-1422 był Pień.
W okresie XV-wiecznych wojen polsko-krzyżackich panowanie krzyżackie stawało się coraz większym ciężarem dla poddanych, budząc wśród nich opozycję, która wzmogła się po porażce zakonu w bitwie pod Grunwaldem. W 1457 roku powstanie wzniecone przez Związek Pruski przeobraziło się w wojnę trzynastoletnią, której rezultatem było ostateczne włączenie ziemi chełmińskiej w granice Królestwa Polskiego. W 1466 roku obszar ten włączono do województwa chełmińskiego w obrębie Prus Królewskich. Warstwy szlachecka i chłopska uległy polonizacji, a dominującym językiem stał się polski. Dawne dobra zakonu przeszły w ręce królewskie, szlacheckie, biskupstwa chełmińskiego i klasztoru benedyktynek w Chełmnie. Formę ustroju rolnego zmieniono z systemu czynszowego na folwarczno-pańszczyźniany. Gospodarka folwarczna nastawiona była na sprzedaż zboża na eksport drogą wodną do Gdańska. W 1560 w zachodniej części ziemi chełmińskiej wyodrębniono powiat chełmiński dla szlacheckich sądów ziemskich. Dla celów skarbowych i wojskowych używano natomiast podziału kościelnego. Prawie wszystkie wsie stanowiły własność szlachecką. Jedynie Dąbrowa była własnością biskupstwa chełmińskiego. W 1611 roku część posiadłości ziemskich nabyły siostry benedyktynki dla ich klasztoru w Chełmnie, m.in. część Czarża, Pień, Janowo, Wałdowo Królewskie i Czemlewo.
W XVII wieku w dolinie zalewowej Wisły właściciele majątku ostromeckiego rozwinęli osadnictwo olęderskie, gwarantując w akcie nadania gruntów (dotychczas nieuprawianych, okresowo zalewanych przez Wisłę), wolność osobistą chłopów i realizację powinności w formie czynszów pieniężnych zamiast pańszczyzny. W ten sposób powstały m.in.: Strzyżawa, Wielka i Mała Kępa, Słończ i Mozgowina. We wsiach olęderskich pola uprawne miały postać długich i wąskich pasów, ułożonych prostopadle do drogi, a własności poszczególnych gospodarzy były oddzielone rowami odwadniającymi. Nad urządzeniami przeciwpowodziowymi (tamy, rowy, wały) czuwała specjalna organizacja „wałowa”. Wojny szwedzkie w latach 1655-1658 i 1700-1721 doprowadziły do pożarów, rabunków i wyludnienia wsi. Odbudowę gospodarczą prowadzono w ramach rozwoju osadnictwa czynszowego, opartego na długoterminowej dzierżawie. W XVIII wieku większość terenu obecnej gminy stanowiły dobra kościelne i szlacheckie. Lokalnym centrum rzemieślniczym była wieś Czarże. Wielkością wyróżniał się ostromecki majątek ziemski, w którego skład wchodziły wsie: Ostromecko, Reptowo, Izbice, Wielka i Mała Kępa, Strzyżawa, Pień, Reptowskie Łąki i Mozgowina. Właściciel Ostromecka Paweł Michał Mostowski herbu Dołęga (1721–1781), wojewoda pomorski w latach 1758–1763, wystawił w Ostromecku pałac w stylu baroku drezdeńskiego, a w 1750 roku otrzymał od Augusta III Sasa przywilej lokacyjny na założenie w Ostromecku miasta na prawie magdeburskim.

### Okres zaboru pruskiego
W wyniku I rozbioru Polski w 1772 roku teren gminy został wcielony do Królestwa Prus, wchodząc w skład dużego powiatu chełmińskiego, który obejmował m.in. Grudziądz, Chełmno, Chełmżę, Wąbrzeźno, Radzyń i Łasin. W duchu pruskiej polityki rozpoczęto gospodarczo-administracyjną kolonizację tych obszarów. Przejęte wsie i folwarki szlacheckie oraz królewskie przekazywano osadnikom niemieckim, a dobra kościelne częściowo włączono do domen państwowych, a częściowo rozparcelowano na rzecz dzierżawców kontraktowych. W okresie Księstwa Warszawskiego administracyjnie okoliczne tereny włączono do departamentu bydgoskiego. W latach 1807–1809, we wsi Nowy Dwór zbudowano trzy budynki koszarowe i zakwaterowano w nich oddział polskich huzarów. W połowie XIX wieku wzniesiono tu także parterowy dwór dla pruskiego generała von Schoenborga.
Po kongresie wiedeńskim w 1815 roku okoliczne tereny włączono ponownie do Prus, w składzie rejencji kwidzyńskiej w prowincji Prusy Zachodnie. W 1818 roku w nowym podziale administracyjnym powiat chełmiński zmniejszono wydzielając z niego powiaty: grudziądzki i toruński. Obejmował on obszar od zakola Wisły aż po Dorposz Chełmiński koło Grudziądza (w 1887 wyodrębniono z niego również powiat wąbrzeski). Po 1823 roku, kiedy wprowadzono w życie uwłaszczenie chłopów, nastąpiła separacja gruntów chłopskich i folwarcznych. Uwłaszczeni chłopi musieli zapłacić odszkodowanie w postaci renty pieniężnej, zbożowej lub ziemskiej, a chłopi małorolni zostali włączeni w skład służby dworskiej. Skonfiskowane dobra ziemskie przeznaczano na gospodarstwa dla niemieckich osadników.
W II połowie XIX wieku władze pruskie realizowały działania przyczyniające się do rozwoju społeczno-gospodarczego tych terenów, zakładając ich ścisłe zespolenie z Rzeszą Niemiecką. Utwardzano drogi, budowano mosty, linie i dworce kolejowe, budynki poczty, piekarnie i masarnie. W okresie przemian ekonomicznych powiększały się duże posiadłości ziemskie kosztem ubogiej ludności, której liczba stale wzrastała. Około 2/3 ziemi należało do wielkiej własności, a 1/3 do gospodarstw wielkochłopskich (gburskich). Największym majątkiem ziemskim w powiecie chełmińskim był majorat ostromecki. Jego właściciel Jakub Martin Schönborn wzniósł w latach 1832-1840 Pałac Nowy w stylu klasycystycznym. Kolejni właściciele Ostromecka: Gottlieb Marcin Vertraugott von Schönborn (1826–1874), hrabia Albrecht von Avensleben (1840–1928) i Joachim Martin von Avensleben rozbudowali rodową rezydencję w otoczeniu parku urządzonego w stylu angielskim. Pod koniec XIX w. majątek obejmował 3 tys. hektarów gruntów, na których działało siedem folwarków, tartak, gorzelnia, cegielnia oraz wytwórnia wód mineralnych, od imienia Marty Matyldy Marii Schönborn zwane źródłem Marii (niem. Marien-Quelle). W posiadłości dwukrotnie gościł cesarz niemiecki Wilhelm II Hohenzollern (1894 i 1904).
Od 1886 roku władze pruskie realizowały planową politykę wypierania elementu polskiego przy pomocy Komisji Kolonizacyjnej, a od 1894 także Hakaty. Komisja nabywała majątki ziemskie z rąk polskich, wykonywała meliorację, nawadnianie łąk, drenowanie, budowę dróg i wyznaczała parcele (12-15 ha) dla osadników. Niemieckie kolonie osadnicze znamionowało budownictwo murowane z ogródkami oraz towarzyszące im obiekty użyteczności publicznej: ewangelickie szkoły i kościoły (m.in. w Dąbrowie Chełmińskiej i Ostromecku), remizy straży pożarnej, spółdzielcze kasy oszczędnościowe, kółka rolnicze i hodowlane, mleczarnie, młyny, tartaki, cegielnie i gorzelnie. Komisja wydzielała również osady dla rzemieślników wiejskich oraz robotników. Dzięki działalności osadniczej, w lokalne centrum ludności ewangelickiej i dużą wieś przekształciła się Dąbrowa Chełmińska. W odpowiedzi na germanizację, społeczność polska organizowała w końcu XIX w. własne spółki parcelacyjne, aby zachować ziemię w rękach polskich. Dzięki temu na początku XX wieku na obszarach wiejskich nadal dominowała ludność polska.
W 1895 roku przez obszar gminy poprowadzono nowo zbudowaną linię kolejową Fordon-Ostromecko-Dąbrowa Chełmińska-Chełmża, co przyczyniło się do dalszego rozwoju gospodarczego. W 1893 roku oddano do użytku najdłuższy w Niemczech (1,3 km) kratownicowy most przez Wisłę między Fordonem a Strzyżawą. W 1901 od linii kolejowej zbudowano odgałęzienia do Unisławia i Brodnicy.

### Okres międzywojenny

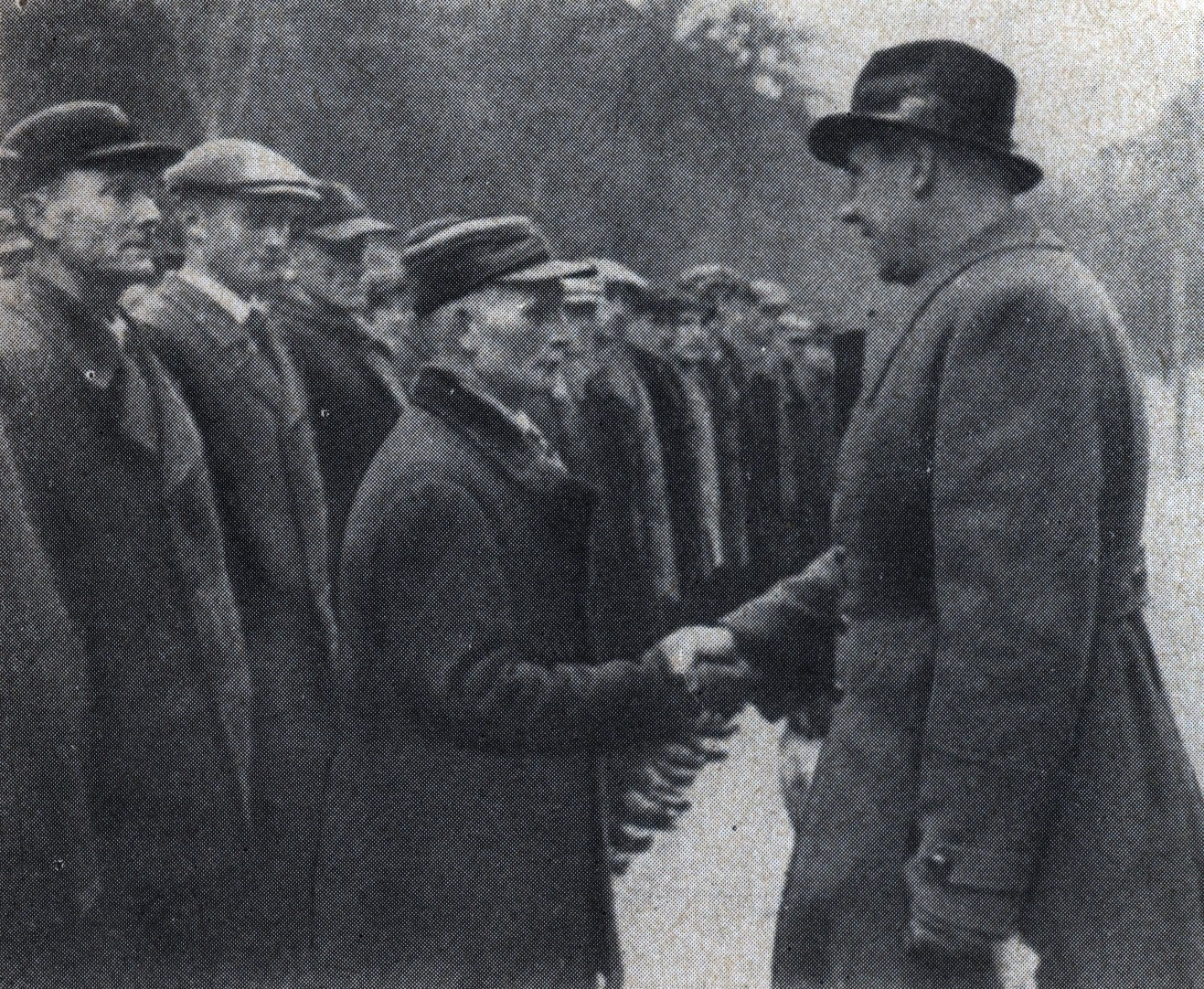
Odprawa uczestników niemieckiej grupy rewizjonistycznej w lesie reptowskim koło Ostromecka, której przewodniczył SS-Oberführer Ludolf von Alvensleben. Jesień 1938

Po przejściu ziemi chełmińskiej w 1920 roku w obręb państwa polskiego, utworzono w Dąbrowie Chełmińskiej gminę wiejską, a w latach 30. XX w. wójtostwo. Gmina wchodziła w skład powiatu chełmińskiego w województwie pomorskim. Na podstawie traktatu wersalskiego była niemiecka własność państwowa przeszła za odszkodowaniem na własność państwa polskiego. Ponadto rząd polski miał prawo likwidacji majątków, praw i udziałów, należących uprzednio do obywateli niemieckich. W latach 20. XX w. do okolicznych wsi przybywała ludność polska z Galicji, Wielkopolski, Śląska, Kujaw i Kaszub oraz reemigranci z Nadrenii, Westfalii, Francji i Belgii. Kupowała ona na własność ziemię lub całe gospodarstwa od emigrujących Niemców oraz uruchamiała warsztaty rzemieślnicze. Dominującą formą osadniczą na terenie gminy były duże gospodarstwa dworskie, których największym reprezentantem był majorat ostromecki, natomiast Gzin wchodził w skład dużego majątku Józefa Stefańskiego. W wyniku reform agrarnych nadwyżki z majątków prywatnych, liczących ponad 180 ha podlegały parcelacji. W latach 30. XX w. w lasach na terenie gminy odbywały się polowania z udziałem elit politycznych i gospodarczych, organizowane przez właściciela ordynacji ostromeckiej Jomara von Alvensleben.
W przeddzień II wojny światowej okolice Dąbrowy Chełmińskiej były terenem ożywionej działalności niemieckich grup rewizjonistycznych, co znalazło odzwierciedlenie jesienią 1939 roku w zbrodniczej działalności miejscowego niemieckiego Selbstschutzu. Symbolem tej zbrodniczej działalności jest cmentarz i obelisk upamiętniający zamordowanych Polaków z terenu gminy Dąbrowa Chełmińska.

### Okres okupacji niemieckiej
W okresie okupacji niemieckiej 1939–1945 gmina należała do rejencji bydgoskiej w prowincji Gdańsk-Prusy Zachodnie. W latach 1940–1942 władze okupacyjne prowadziły akcję wysiedleńczą Polaków do Generalnego Gubernatorstwa. Ogółem z powiatu chełmińskiego wysiedlono około 3500 Polaków. Na ich miejsce sprowadzono Niemców z krajów nadbałtyckich, Besarabii i byłego Wolnego Miasta Gdańska. W marcu 1941 wprowadzono niemiecką listę narodowościową (niem. Volksliste), która służyć miała zniemczeniu ludności polskiej oraz zasileniu Wehrmachtu nowymi rekrutami. Od 1942 Polaków zmuszano do wpisywania się na listę pod groźbą wysiedlenia, a także umieszczenia w obozie koncentracyjnym.
26 stycznia 1945 na obszar gminy Dąbrowa Chełmińska wkroczyli żołnierze 70 Armii Radzieckiej 2 Frontu Białoruskiego. Na początku lutego 1945 w lasach koło Dąbrowy Chełmińskiej, Cichoradza, Unisławia i Chełmna okrążono i zniszczono resztki wojsk niemieckich. W wyniku krwawej bitwy, która zakończyła się 7 lutego zginęło ok. 9 tys. żołnierzy niemieckich, a 4 tys. wzięto do niewoli. W 1945 roku ludność niemiecka opuściła miejscowość, a w jej miejsce przybyli Polacy z głębi kraju i z kresów wschodnich.

### Okres powojenny
W 1945 roku duże prywatne posiadłości ziemskie (w tym majorat ostromecki) oraz wszystkie gospodarstwa poniemieckie znacjonalizowano w oparciu o przepisy reformie rolnej. Większość gruntów rozparcelowano na rzecz rodzin miejscowych, repatriantów i przesiedleńców, a część przekazano nowo utworzonym Państwowym Gospodarstwom Rolnym (m.in. w Nowym Dworze k. Ostromecka) i Rolniczym Spółdzielniom Produkcyjnym (w Słończu i Rafie). W zespole pałacowo-parkowym w Ostromecku ulokowano Ośrodek Szkolno-Wychowawczy dla Dzieci i Młodzieży Słabosłyszącej i Niesłyszącej, który tu funkcjonował do 1989 roku. Kościół ewangelicki w Ostromecku zburzono, a w Dąbrowie Chełmińskiej przydzielono parafii katolickiej w Boluminku.
W latach 1945–1954 gmina Dąbrowa Chełmińska administracyjnie należała do powiatu chełmińskiego i województwa bydgoskiego (w latach 1945-1950 nazywanego pomorskim). Reforma administracyjna z 25 września 1954 w miejsce zlikwidowanych gmin powołała gromady. W latach 1954–1972 istniała gromada Dąbrowa Chełmińska, którą w 1959 powiększono o zlikwidowaną gromadę Ostromecko. W 1966 roku należało do niej większość miejscowości obecnej gminy: Dąbrowa Chełmińska, Bolumin, Boluminek, Czemlewo, Gzin, Janowo, Mozgowina, Nowy Dwór, Ostromecko, Otowice, Rafa, Strzyżawa i Wałdowo Królewskie, natomiast Czarże, Słończ, Dębowo i Gzin Dolny należały do gromady Kokocko. W latach 60. XX w. w niektórych miejscowościach gminy zaczęła przeważać ludność pozarolnicza (m.in. w Dąbrowie Chełmińskiej, Otowicach, Czemlewie, Strzyżawie, Małej Kępie). W podmiejską miejscowość letniskową i „sypialnię” dla mieszkańców Bydgoszczy zaczęło przekształcać się Ostromecko.
Po reformie administracyjnej z 1973 roku zlikwidowano powiaty oraz reaktywowano gminę Dąbrowa Chełmińska, w obrębie województwa bydgoskiego. Po kolejnej reformie administracyjnej z 1999 roku gminę włączono w skład powiatu bydgoskiego i województwa kujawsko-pomorskiego. Od 1985 roku pałac stary, a później cały zespół pałacowo-parkowy w Ostromecku został przejęty początkowo przez Filharmonię Pomorską im. Ignacego Paderewskiego w Bydgoszczy, a od 1996 roku przez miasto Bydgoszcz, które przekształciło go w ośrodek kulturalny i rekreacyjny o znaczeniu regionalnym. Po 2000 roku gmina stała się jednym z beneficjentów procesu suburbanizacji okolic Bydgoszczy. 13 listopada 2008 roku reaktywowano ruch szynobusów na linii kolejowej Bydgoszcz Główna – Ostromecko – Dąbrowa Chełmińska – Gzin – Unisław Pomorski – Chełmża.